# Franjo Tuđman
Franjo Tuđman  (Veliko Trgovišće, 14 de maio de 1922 – Zagreb, 10 de dezembro de 1999) foi um político e historiador croata que se tornou o primeiro Presidente da Croácia, de 1990 até sua morte. Ele serviu após a independência do país da Iugoslávia. Tuđman também foi o nono e último presidente da Presidência da República Socialista da Croácia, de maio a julho de 1990.
Tuđman nasceu em Veliko Trgovišće. Em sua juventude, lutou durante a Segunda Guerra Mundial como membro dos Partisans Iugoslavos. Após a guerra, assumiu um cargo no Ministério da Defesa, alcançando posteriormente o posto de major-general do Exército Popular Iugoslavo em 1960. Após a carreira militar, dedicou-se ao estudo da geopolítica. Em 1963, tornou-se professor na Faculdade de Ciências Políticas de Zagreb. Doutorou-se em história em 1965 e trabalhou como historiador até entrar em conflito com o regime. Tuđman participou do movimento Primavera Croata que pedia reformas no país e foi preso por suas atividades em 1972. Ele viveu de forma relativamente anônima nos anos seguintes até o fim do comunismo, quando iniciou sua carreira política fundando a União Democrática Croata (HDZ) em 1989.
O HDZ venceu as primeiras eleições parlamentares croatas em 1990 e Tuđman tornou-se o Presidente da Presidência da República Socialista da Croácia. Como presidente, Tuđman introduziu uma nova constituição e pressionou pela criação de uma Croácia independente. Em 19 de Maio de 1991, foi realizado um referendo sobre a independência, que foi aprovado por 93 por cento dos eleitores. A Croácia declarou independência da Iugoslávia em 25 de junho de 1991. Áreas de maioria sérvia revoltaram-se, apoiadas pelo Exército Iugoslavo, e Tuđman liderou a Croácia durante a sua Guerra de Independência. Um cessar-fogo foi assinado em 1992, mas a guerra tinha-se espalhado pela Bósnia e Herzegovina, onde os croatas lutaram numa aliança com os bósnios. A sua cooperação desmoronou no final de 1992 e o governo de Tuđman aliou-se a Herzeg-Bósnia durante a Guerra Croata-Bosníaca, um movimento que trouxe críticas da comunidade internacional. Num veredito final do julgamento por crimes de guerra de antigos altos funcionários da Herzeg-Bósnia, o TPIJ afirmou que Tuđman partilhava o objetivo da sua empresa criminosa conjunta de estabelecer uma entidade para reunificar o povo croata, que seria implementada através da limpeza étnica de muçulmanos bósnios. No entanto, não o considerou culpado de nenhum crime específico.
Em março de 1994, ele assinou o Acordo de Washington com o presidente da Bósnia, Alija Izetbegović, que aliou novamente croatas e bósnios. Em agosto de 1995, ele autorizou uma grande ofensiva conhecida como Operação Tempestade, que efetivamente encerrou a guerra na Croácia. No mesmo ano, foi um dos signatários do Acordo de Dayton que pôs fim à Guerra da Bósnia. Foi reeleito presidente em 1992 e 1997 e permaneceu no poder até sua morte em 1999. Enquanto os apoiantes apontam o seu papel na conquista da independência croata, os críticos descreveram a sua presidência como autoritária.    Pesquisas após a morte de Tuđman geralmente mostraram um alto índice de favorabilidade entre o público croata.

## Biografia

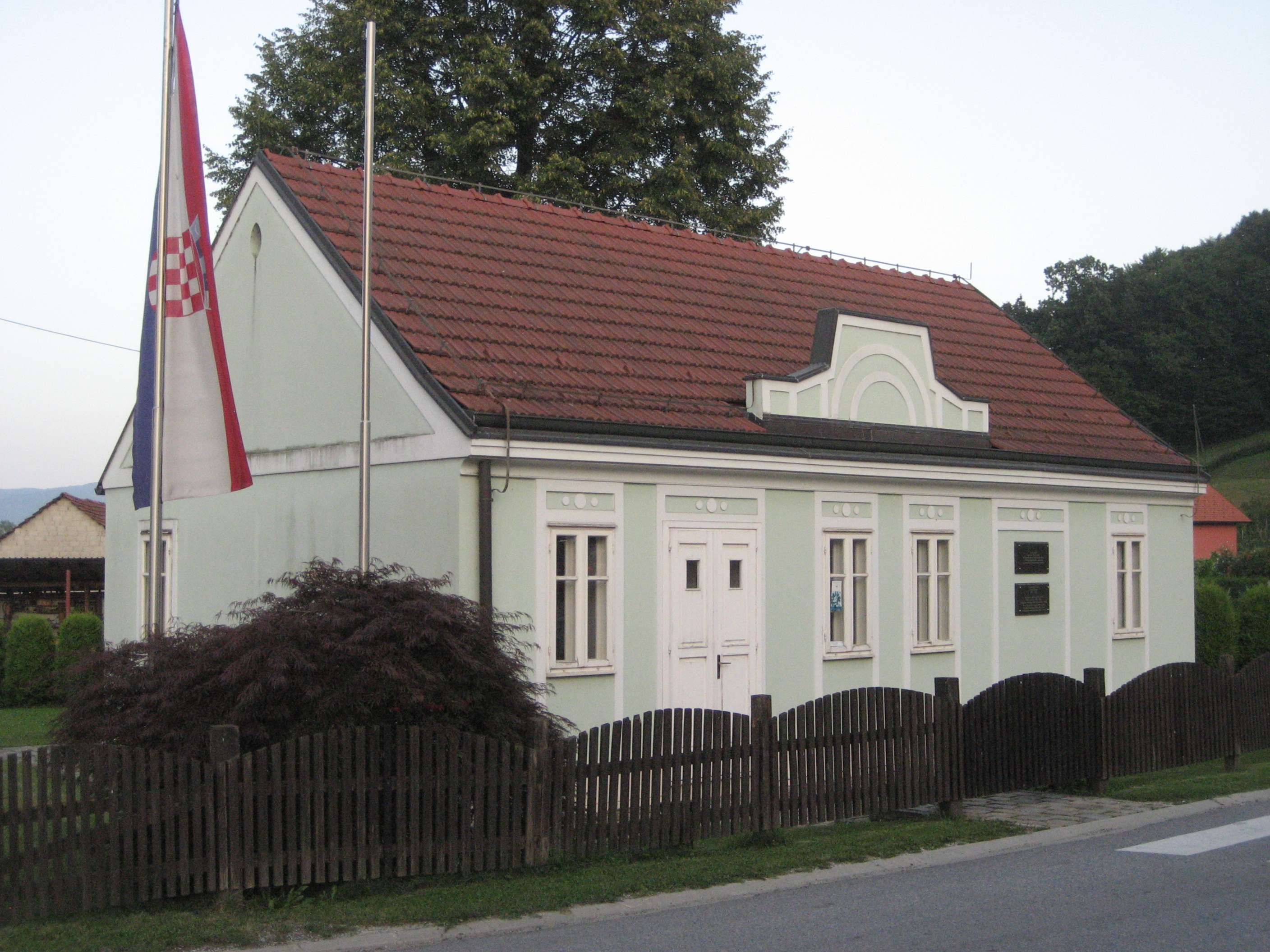
Casa de infância de Tuđman em Veliko Trgovišće

Franjo Tuđman nasceu em 14 de maio de 1922 em Veliko Trgovišće, uma vila na região de Hrvatsko Zagorje, no norte da Croácia, na época parte do Reino dos Sérvios, Croatas e Eslovenos. A família mudou-se para a casa marcada como sua cidade natal logo após seu nascimento.   Seu pai, Stjepan, dirigia uma taverna local e era um membro politicamente ativo do Partido Camponês Croata (HSS).  Ele foi presidente do comitê HSS em Veliko Trgovišće por 16 anos (1925–1941 e foi eleito prefeito de Veliko Trgovišće em 1936 e 1938).  Mato, Andraš e Juraj, irmãos de Stjepan Tuđman, emigraram para os Estados Unidos.  Outro irmão, Valentin, também tentou emigrar, mas um acidente de viagem o impediu e o manteve em Veliko Trgovišće, onde trabalhou como veterinário (sem instrução). 
Além de Franjo, Stjepan Tuđman teve uma filha mais velha, Danica Ana (que morreu ainda bebê), Ivica (nascida em 1924) e Stjepan "Štefek" (nascida em 1926).  Quando Franjo Tuđman tinha sete anos, sua mãe Justina ( née Gmaz ) morreu durante o parto de seu quinto filho.   A mãe de Tuđman era católica devota, ao contrário de seu pai e sua madrasta. Seu pai, assim como Stjepan Radić, tinha atitudes anticlericais e o jovem Franjo adotou seus pontos de vista.  Quando criança, Franjo Tuđman serviu como coroinha na paróquia local.  Tuđman frequentou a escola primária em sua aldeia natal de 15 de setembro de 1929 a 30 de junho de 1933 e foi um excelente aluno. 
Frequentou a escola secundária durante oito anos, começando no outono de 1935.  As razões da interrupção não são claras, mas presume-se que a causa primária tenha sido uma crise económica naquele período.  Segundo algumas fontes, a paróquia local ajudou o jovem Franjo a continuar a sua educação  e o seu professor chegou a propor-lhe que fosse educado para se tornar padre.  Quando tinha 15 anos, seu pai o trouxe para Zagreb, onde conheceu Vladko Maček, o presidente do Partido Camponês Croata (HSS).  No início jovem, Franjo gostou do HSS, mas depois voltou-se para o comunismo.  Em 5 de novembro de 1940, foi preso durante manifestações estudantis que comemoravam o aniversário da Revolução Soviética de Outubro. 

## Segunda Guerra Mundial

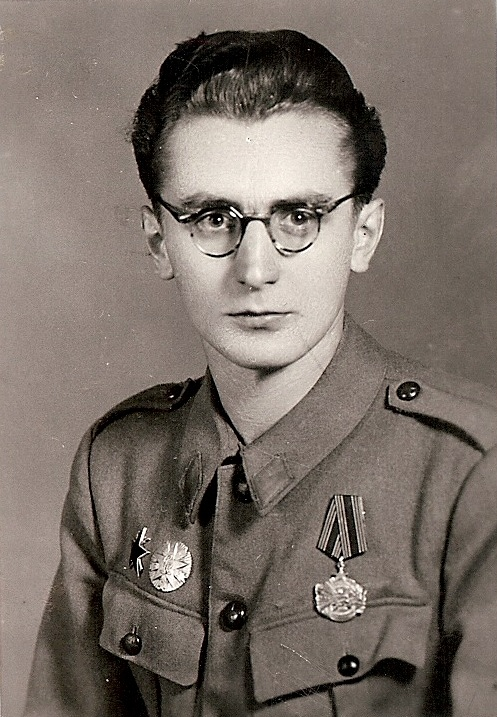
Tuđman como membro dos Partisans Iugoslavos

Tuđman (esquerda), com Joža Horvat (direita), em uniforme partisan, fevereiro de 1945

Em 10 de abril de 1941, quando Slavko Kvaternik proclamou o Estado Independente da Croácia (NDH), o estado-fantoche da Alemanha Nazista e da Itália Fascista, Tuđman deixou a escola e começou a publicar jornais secretos com seu amigo Vlado Stopar.  Ele foi recrutado pelos Partisans Iugoslavos no início de 1942 por Marko Belinić.  Seu pai também se juntou aos Partisans e tornou-se fundador do Conselho Estatal Antifascista para a Libertação Nacional da Croácia (ZAVNOH). Segundo Tuđman, seu pai foi preso pelos Ustaše, a organização fascista e ultranacionalista que governava o NDH, e um de seus irmãos foi levado para um campo de concentração.  Ambos conseguiram sobreviver, ao contrário do irmão mais novo, Stjepan  que foi morto pela Gestapo  que lutava pelos Partisans em 1943.
Tuđman viajava entre Zagreb e Zagorje utilizando documentos falsos que o identificavam como membro da Guarda Nacional Croata. Lá, ele ajudou a ativar uma divisão partidária em Zagorje.  Em 11 de maio de 1942, enquanto carregava a carta de Belinić, foi preso pelos Ustaše, mas conseguiu escapar da delegacia. 

## Carreira militar
Franjo Tuđman e Ankica Žumbar casaram-se em 25 de maio de 1945 na Câmara Municipal de Belgrado.  Desta forma, queriam confirmar a sua fé no movimento comunista e a importância dos rituais civis sobre os religiosos.  (Em Maio de 1945, o governo criou a lei que permitia casamentos civis, retirando os casamentos, entre outras coisas, da jurisdição da Igreja) Voltaram ao trabalho nesse mesmo dia. 
Em 26 de abril de 1946, seu pai Stjepan e sua madrasta foram encontrados mortos.  Tuđman nunca esclareceu as circunstâncias de sua morte. Segundo a polícia, seu pai, Stjepan, matou a esposa e depois a si mesmo. Outras teorias acusam guerrilheiros remanescentes Ustaše (Cruzados) e membros da polícia secreta iugoslava (OZNA). 
Franjo e Ankica só se qualificaram como graduados do ensino secundário depois da guerra, em Belgrado.  Ele se formou na Partisan High School em 1945 e ela completou cinco semestres de língua inglesa no Ministério das Relações Exteriores da Iugoslávia. 

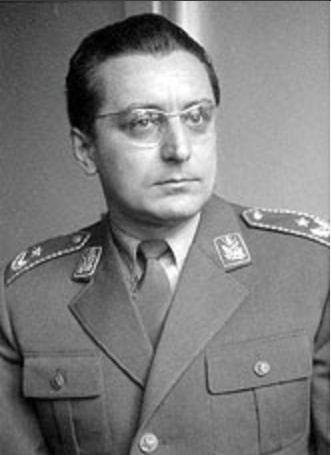
Tuđman como major-general do Exército Popular Iugoslavo (1960)

Em 1953, Tuđman foi promovido ao cargo de coronel e transferido para o cargo de chefe de gabinete do Chefe do Estado-Maior do Secretário Federal de Defesa Popular. Nessa posição, em 1959, tornou-se major-general.  Aos 38 anos, ele havia se tornado o mais jovem general do Exército Iugoslavo. A sua promoção não foi extrema, mas foi atípica para um croata porque era cada vez mais provável que os oficiais superiores fossem sérvios e montenegrinos.  Em 1962, sérvios e montenegrinos compunham 70% dos generais do exército. 
Em 23 de maio de 1954, tornou-se secretário do JSD Partizan Belgrado  e, em maio de 1958, seu presidente,  tornando-se o primeiro coronel a ocupar esse cargo (todos os titulares anteriores eram generais).  Foi colocado nesse cargo para resolver problemas de administração dentro do clube, principalmente da seção de futebol. Quando ele chegou, o JSD Partizan Belgrado era uma espécie de campo de batalha de inteligência onde os líderes da UDBA e do KOS lutavam por influência.  Isso fez com que os clubes (apesar de terem jogadores notáveis e bons) tivessem maus resultados, principalmente a sua secção de futebol.  Durante sua presidência, o clube adotou o uniforme listrado preto e branco que é usado até hoje. Segundo Tuđman, ele queria criar um clube que tivesse uma imagem pan-iugoslava e se opusesse ao SD Crvena Zvezda, que tinha uma imagem exclusivamente sérvia.  Tuđman foi inspirado nos uniformes do Juventus FC. No entanto, Stjepan Bobek (ex-jogador do FK Partizan) afirmou que a ideia das cores do uniforme era, na verdade, sua, que repassou a Tuđman. 
Tuđman frequentou a academia militar de Belgrado, como muitos oficiais que não tiveram educação militar formal. Graduou-se na escola tática em 18 de julho de 1957 como um excelente aluno.  Um de seus professores foi Dušan Bilandžić, que seria um futuro conselheiro.  Antes de completar 40 anos, ele se tornou o general mais jovem do exército iugoslavo. Ele se destacou no atendimento à doutrinação comunista enquanto morava em Belgrado, onde seus três filhos nasceram. 

## Carreira acadêmica
Em 1963, tornou-se professor na Faculdade de Ciências Políticas da Universidade de Zagreb, onde ministrou um curso denominado "Revolução Socialista e História Nacional Contemporânea".  Ele deixou o serviço militar ativo em 1961 a seu próprio pedido e começou a trabalhar no Institut za historiju radničkoga pokreta Hrvatske (Instituto de História do Movimento dos Trabalhadores da Croácia), e permaneceu como diretor até 1967. 
A crescente insistência de Tuđman em uma interpretação croata da história colocou muitos professores da Universidade de Zagreb, como Mirjana Gross e Ljubo Boban, contra ele.  Em abril de 1964, Boban denunciou Tuđman como nacionalista.  Durante a liderança de Tuđman, o Instituto tornou-se uma fonte de interpretações alternativas da história iugoslava, o que causou seu conflito com a historiografia oficial iugoslava.  Ele não tinha um diploma acadêmico adequado para qualificá-lo como historiador. Ele começou a perceber que precisaria fazer um doutorado para manter seu cargo. Sua dissertação foi intitulada As Causas da Crise da Monarquia Iugoslava desde a Unificação em 1918 até Seu Colapso em 1941, e foi uma compilação de alguns de seus trabalhos publicados anteriormente. A Faculdade de Filosofia da Universidade de Zagreb rejeitou a sua dissertação, alegando que algumas partes dela já tinham sido publicadas.  A Faculdade de Letras de Zadar (então parte da Universidade de Zagreb, hoje Universidade de Zadar) aceitou e ele se formou em 28 de dezembro de 1965.  
Na sua tese, ele afirmou que a principal causa do colapso do Reino da Iugoslávia foi o regime repressivo e corrupto que estava em desacordo com a principal historiografia jugoslava contemporânea, que considerava o nacionalismo croata como a sua causa primária.  Bogdanov e Milutinović (ambos de etnia sérvia) não se opuseram a isso. No entanto, a editora Naprijed, com sede em Zagreb, cancelou o contrato após a sua recusa em alterar algumas declarações controversas do livro.  Ele apoiou publicamente os objetivos da Declaração sobre o Nome e o Estatuto da Língua Literária Croata. O Parlamento Croata e a Liga dos Comunistas da Croácia de Zagreb, no entanto, atacaram-no e a diretoria do instituto solicitou a renúncia de Tuđman. 

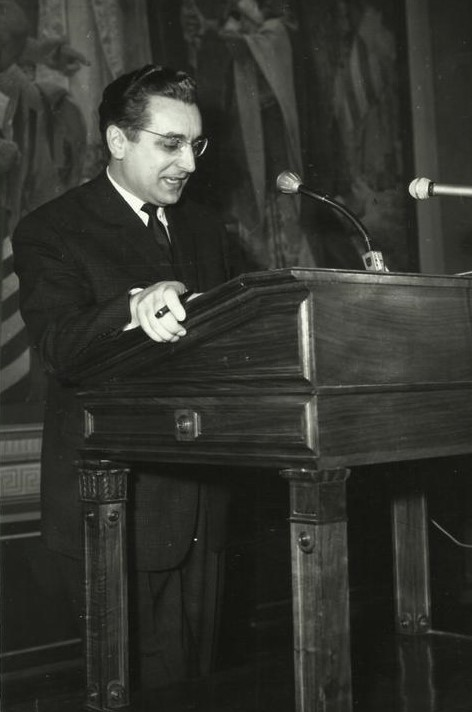
Tuđman discursando no Instituto do Movimento dos Trabalhadores em Zagreb

Em dezembro de 1966, Ljubo Boban acusou Tuđman de plágio,  afirmando que Tuđman havia compilado quatro quintos de sua tese de doutorado, A Criação da Iugoslávia Socialista, a partir do trabalho de Boban. Boban ofereceu provas conclusivas de sua afirmação a partir de artigos publicados anteriormente na revista Forum e o restante da própria tese de Boban.  Tuđman foi então expulso do Instituto e forçado a se aposentar em 1967. 
Entre 1962 e 1967, foi presidente do Comitê Principal de Relações Internacionais do Conselho Principal da Liga Croata dos Comunistas e deputado no Parlamento croata entre 1965 e 1969. 

## Dissidência política
Além de seu livro sobre a guerra de guerrilha, Tuđman escreveu uma série de artigos criticando o establishment socialista iugoslavo. Seu livro mais importante desse período foi Velike ideje i mali narodi ("Grandes ideias e pequenas nações"), uma monografia sobre história política que o colocou em conflito com os dogmas centrais da elite comunista iugoslava no que diz respeito à interconectividade do sistema nacional. e elementos sociais na guerra revolucionária iugoslava (durante a Segunda Guerra Mundial).
Em 1970, tornou-se membro da Sociedade de Escritores Croatas. Em 1972 foi condenado a dois anos de prisão por atividades subversivas durante a Primavera Croata. De acordo com o testemunho do próprio Tuđman, o presidente iugoslavo Josip Broz Tito interveio pessoalmente para recomendar ao tribunal que fosse leniente em seu caso, poupando-o de uma sentença de prisão mais longa. As autoridades da República Socialista da Croácia também pretendiam processar Tuđman sob a acusação de espionagem, o que acarretava uma pena de 15 a 20 anos de prisão com trabalhos forçados, mas a acusação foi comutada por Tito. Outras fontes mencionam que Miroslav Krleža, um escritor, fez lobby em nome de Tuđman.  Segundo Tuđman, ele e Tito eram amigos íntimos.  No entanto, Tuđman descreveu mais tarde a repressão de Tito como um "golpe de estado autocrático". 

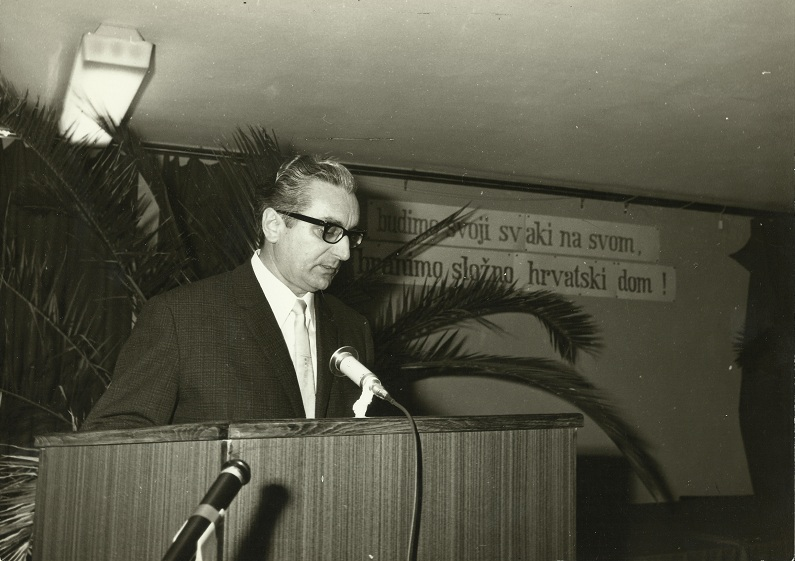
Tuđman em junho de 1971

A Primavera Croata foi um movimento nacional desencadeado por Tito e pelo presidente do partido comunista croata, Vladimir Bakarić, em meio ao clima de crescente liberalismo no final dos anos 1960. Foi inicialmente um liberalismo partidário morno e ideologicamente controlado, mas logo se transformou numa manifestação de insatisfação de base nacionalista em massa com a posição da Croácia dentro da Iugoslávia. Como resultado, o movimento foi reprimido por Tito, que utilizou os militares e a polícia para pôr fim ao que considerava separatismo e uma ameaça à influência do partido. Bakarić rapidamente se distanciou da liderança comunista croata que ele próprio havia ajudado a ganhar o poder anteriormente e ficou do lado do presidente iugoslavo. No entanto, Tito levou em consideração as exigências dos manifestantes e em 1974 a nova constituição iugoslava concedeu a maioria das exigências procuradas pela Primavera Croata. Em outros tópicos, como o comunismo e o monopólio político de partido único, Tuđman permaneceu principalmente dentro da estrutura da ideologia comunista da época. A sua sentença acabou por ser comutada pelo governo de Tito e Tuđman foi libertado depois de passar nove meses na prisão. 
Em 1977, viajou para a Suécia utilizando um passaporte sueco falso para se encontrar com membros da diáspora croata.  Sua viagem aparentemente passou despercebida pela polícia iugoslava. Porém, nessa viagem deu uma entrevista à TV sueca sobre a posição dos croatas na Iugoslávia que foi posteriormente transmitida.  Ao retornar à Iugoslávia, Tuđman foi levado a julgamento novamente em 1981 por causa desta entrevista, e foi acusado de ter espalhado "propaganda inimiga". Em 20 de fevereiro de 1981, foi considerado culpado e condenado a três anos de prisão e 5 anos de prisão domiciliar.  No entanto, ele cumpriu apenas onze meses da pena.  Em junho de 1987, tornou-se membro do centro PEN croata.  Em 6 de junho de 1987, ele viajou para o Canadá com sua esposa para conhecer canadenses croatas.  Tentavam não discutir questões delicadas com emigrantes no estrangeiro, temendo que alguns pudessem ser agentes da polícia secreta jugoslava UDBA, o que era uma prática comum na altura. 
Durante as suas viagens ao Canadá, conheceu muitos emigrantes croatas nativos da Herzegovina ou de ascendência herzegovina. Alguns deles tornaram-se mais tarde funcionários do governo croata após a independência do país, o mais proeminente dos quais foi Gojko Šušak, cujo pai e irmão mais velho tinham sido membros da Ustaše.  Estas reuniões no estrangeiro, no final da década de 1980, deram origem mais tarde a muitas teorias da conspiração. De acordo com estes rumores, os croatas da Herzegovina tinham de alguma forma utilizado as reuniões para ganhar uma enorme influência dentro da HDZ, bem como no establishment croata pós-independência. 

## Formação do programa nacional
No final da década de 1980, quando a Iugoslávia se aproximava do seu fim, dilacerada por aspirações nacionais conflitantes, Tuđman formulou um programa nacional croata que pode ser resumido da seguinte forma:
- O objetivo principal é o estabelecimento do Estado-nação croata; portanto, todas as disputas ideológicas do passado deveriam ser descartadas. Na prática, isto significou um forte apoio da diáspora croata anticomunista, especialmente financeiro.
- Embora o objetivo final de Tuđman fosse uma Croácia independente, ele estava bem ciente das realidades da política interna e externa. A sua principal proposta inicial não era uma Croácia totalmente independente, mas uma Jugoslávia confederada com crescente descentralização e democratização.
- Tuđman imaginou o futuro da Croácia como um estado capitalista de bem-estar que inevitavelmente se deslocará para a Europa Central e para longe dos Bálcãs.
- No que diz respeito às questões candentes dos conflitos nacionais, a sua visão era a seguinte (pelo menos inicialmente): afirmava que o nacionalismo sérvio, controlado pelo Exército Popular Iugoslavo (JNA), poderia causar estragos em solo croata e bósnio. O JNA, segundo algumas estimativas, a quarta força militar europeia em termos de poder de fogo, estava a ser rapidamente sérvio, tanto ideologicamente como etnicamente, [53] em menos de quatro anos. A proposta de Tuđman era que os sérvios na Croácia, que representavam 12% da população da Croácia, ganhassem liberdade cultural com elementos de autonomia territorial.
- No que diz respeito à Bósnia e Herzegovina, Tuđman era mais ambivalente: Tuđman não levava a sério uma Bósnia separada, como mostram os seus comentários a uma equipa de televisão "A Bósnia foi uma criação da invasão otomana... Até então fazia parte da Croácia, ou era um reino da Bósnia, mas um reino católico, ligado à Croácia". [54]

Em 17 de junho de 1989, Tuđman fundou a União Democrática Croata (HDZ). Essencialmente, este foi um movimento nacionalista croata que afirmou os valores croatas baseados no catolicismo misturados com tradições históricas e culturais que tinham sido geralmente suprimidas na Iugoslávia comunista. O objetivo era conquistar a independência nacional e estabelecer um Estado-nação croata. 

## Campanha eleitoral de 1990
As tensões internas que desintegraram o Partido Comunista da Jugoslávia levaram os governos das repúblicas federais a agendar eleições multipartidárias livres na Primavera de 1990. Estas foram as primeiras eleições multipartidárias livres para o Parlamento croata desde 1913. O HDZ realizou sua primeira convenção de 24 a 25 de fevereiro de 1990, quando Tuđman foi eleito seu presidente. A campanha eleitoral ocorreu do final de março até 20 de abril de 1990. Tuđman recrutou vários apoiantes de membros da diáspora que regressaram a casa, principalmente Gojko Šušak. 
Tuđman baseou a sua campanha principalmente na questão nacional. Afirmou que o dinar ganho na Croácia deveria permanecer na Croácia, opondo-se assim aos subsídios para partes menos desenvolvidas da Jugoslávia, ou para o exército jugoslavo.  Abordou a crise económica, apelou à renovação de uma economia de mercado e de uma democracia parlamentar e manifestou o seu apoio à adesão à Comunidade Europeia. Ele sustentou que a Iugoslávia só poderia sobreviver como uma confederação.  Embora Tuđman tivesse ligações com a diáspora anticomunista de direita, ele também tinha colegas importantes do establishment comunista partidário, incluindo Josip Boljkovac e Josip Manolić.  Seu principal oponente nas eleições foi Ivica Račan, da Liga dos Comunistas da Croácia (SKH), que se tornou presidente da SKH em dezembro de 1989. 
O discurso de Tuđman sobre as glórias passadas e a independência da Croácia não foi bem recebido entre os sérvios croatas. O HDZ foi fortemente criticado pela mídia sérvia, retratando a sua possível vitória como um renascimento do NDH.  Veljko Kadijević, general do JNA, disse na reunião do exército e das lideranças do SR Croácia que as eleições levarão os Ustashe ao poder na Croácia. Poucas semanas antes das eleições, o exército retirou as armas da Defesa Territorial dos armazéns de toda a Croácia.  Durante um comício de campanha do HDZ em Benkovac, uma cidade etnicamente mista, um sérvio de 62 anos, Boško Čubrilović, sacou uma pistola de gás perto do pódio. A mídia croata descreveu o incidente como uma tentativa de assassinato de Tuđman, mas Čubrilović foi acusado e condenado no final de 1990 apenas por ameaçar o pessoal de segurança. O incidente agravou ainda mais as tensões étnicas. 

Durante sua campanha, em 16 de abril de 1990, Tuđman conversou com repórteres onde disse:
Todo tipo de mentira está sendo espalhada hoje, não sei o que mais vão inventar. Ouvi dizer que sou descendente de judeus, mas descobri que conhecia meus ancestrais em Zagorje há cerca de 350 anos e disse, talvez fosse bom ter um pouco disso, acho que seria mais rico , talvez eu não tivesse me tornado comunista. Depois, como se isso não bastasse, declaram que a minha mulher é judia ou sérvia. Felizmente para mim, ela também nunca foi, embora muitas esposas o sejam. E assim por diante espalhando mentiras...
A parte da declaração sobre sua esposa foi posteriormente amplamente criticada, inclusive por funcionários do Centro Wiesenthal.  O historiador croata Ante Nazor citou afirmações do filho de Tuđman, Miroslav e Stijepo Mijović Kočan sobre a declaração ser dirigida contra o antigo sistema comunista jugoslavo e não contra judeus ou sérvios; em vez disso, sobre os casamentos mistos serem usados pelos croatas como meio de promoção no sistema.  Em 19 de abril, num comício em Zadar, Tuđman disse: 
Que não se engane que queremos uma restauração do NDH fascista, que foi criado e desapareceu durante a Segunda Guerra Mundial. Sabemos que o povo croata também lutou durante a guerra do outro lado sob as bandeiras partidárias de Tito, porque ele prometeu criar um Estado Federal livre da Croácia que seria igual a todas as outras nações. Claramente, em vez da realização destes ideais, recebemos o inferno comunista.
As eleições foram marcadas para todos os 356 assentos no parlamento. O partido de Tuđman triunfou e obteve uma maioria absoluta de cerca de 60% ou 205 assentos no Parlamento croata. Tuđman foi eleito Presidente da Croácia em 30 de maio de 1990. Após a vitória do HDZ, o nacionalista Partido Democrático Sérvio (SDS) espalhou rapidamente a sua influência em locais onde os sérvios constituíam uma elevada percentagem da população.  Dado que a divisão entre os comunistas na Jugoslávia em termos étnicos já era um facto nessa altura, parecia inevitável que os conflitos continuariam após as eleições multipartidárias que levaram ao poder novos establishments políticos na Croácia, na Eslovênia e na Bósnia e Herzegovina, enquanto pelo menos ao mesmo tempo, os mesmos funcionários comunistas mantiveram os seus postos na Sérvia e Montenegro. 

## Presidente da Croácia (1990–1999)

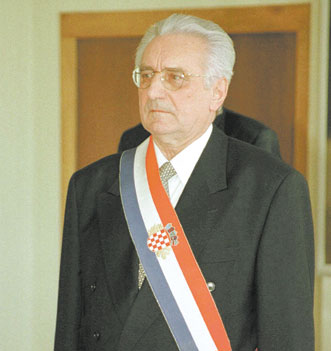
Tuđman com faixa presidencial

Nas semanas seguintes às eleições, o novo governo introduziu a tradicional bandeira e brasão croata, sem símbolos comunistas. O termo "Socialista" do título da república foi removido. Mudanças constitucionais foram propostas com uma infinidade de mudanças políticas, econômicas e sociais.  Tuđman ofereceu a vice-presidência a Jovan Rašković, presidente do SDS, mas Rašković recusou a oferta e convocou os deputados eleitos do seu partido para boicotar o parlamento. A polícia sérvia local em Knin começou a operar como uma força independente, muitas vezes não respondendo às ordens de Zagreb.  Muitos funcionários do governo, principalmente na polícia, onde os cargos de comando eram ocupados principalmente por sérvios e comunistas, perderam os seus empregos. Isto baseou-se na decisão de que a estrutura étnica da função pública deveria corresponder à sua percentagem em toda a população. 
Em 25 de julho de 1990, uma Assembleia Sérvia foi estabelecida em Srb, ao norte de Knin. Jovan Rašković anunciou um referendo sobre "soberania e autonomia sérvias" na Croácia em agosto de 1990, que Tuđman classificou como ilegal. Seguiu-se uma série de incidentes em áreas povoadas por etnia sérvia, principalmente em torno de Knin, conhecida como Revolução das Toras.  A revolta em Knin concentrou o governo croata no problema da falta de armas. Os efeitos do confisco dos suprimentos de Defesa Territorial pelo JNA foram parcialmente desfeitos pelo novo Ministro da Defesa, Martin Špegelj, que comprou armas da Hungria.  Como não tinha exército regular, o governo concentrou-se na construção da força policial. Em Janeiro de 1991 havia 18.500 polícias e em Abril de 1991 cerca de 39.000.  Em 22 de Dezembro de 1990, o Parlamento da Croácia ratificou a nova constituição. Os sérvios em Knin proclamaram o Oblast Autônomo Sérvio de Krajina nos municípios das regiões do Norte da Dalmácia e Lika. 
Em Dezembro de 1990, Tuđman e o presidente esloveno Milan Kučan apresentaram a sua proposta sobre a reestruturação da Jugoslávia por motivos confederais. Tuđman acreditava que uma confederação de repúblicas soberanas poderia acelerar a adesão da Croácia à Comunidade Europeia.  Os líderes das repúblicas jugoslavas realizaram muitas reuniões no início de 1991 para resolver a crise crescente. Em 25 de março de 1991, Tuđman e Slobodan Milošević reuniram-se em Karađorđevo,  uma reunião que se tornou controversa devido a alegações de que os dois presidentes discutiram a divisão da Bósnia e Herzegovina entre a Sérvia e a Croácia. No entanto, as reclamações vieram de pessoas que não estiveram presentes na reunião e não há registo desta reunião que prove a existência de tal acordo,  enquanto Milošević não se comportou posteriormente como se tivesse um acordo com Tuđman.  Em 12 de julho de 1991, Tuđman encontrou-se com Izetbegović e Milošević em Split. 

### Anos de guerra
- Cartaz do referendo sobre a independência da Croácia em 1991
- Museu de História da Croácia, Exposição da Guerra da Pátria, aviso sobre a realização do referendo pela independência da Croácia em 1991

Em 1º de março, o confronto de Pakrac ocorreu quando a polícia sérvia local tomou a delegacia de polícia da cidade e declarou Pakrac parte de SAO Krajina. Foi um dos primeiros grandes confrontos entre as forças croatas e o rebelde SAO Krajina, apoiado pelo JNA. Terminou sem vítimas e com a restauração do controle croata.  Em 31 de Março, um comboio policial croata foi emboscado nos Lagos Plitvice.  Até à Primavera de 1991, Tuđman, juntamente com a liderança eslovena, estava pronto a aceitar uma solução de compromisso de uma confederação ou aliança de Estados soberanos dentro da Jugoslávia. Depois que a liderança sérvia rejeitou as suas propostas e as provocações armadas se tornaram mais frequentes, Tuđman decidiu concretizar a ideia de uma independência completa da Croácia.  Em 25 de Abril de 1991, o Parlamento croata decidiu realizar um referendo sobre a independência em 19 de Maio. Os sérvios croatas boicotaram amplamente o referendo.  A participação foi de 83,56%, dos quais 93,24% ou 2.845.521 votaram a favor da independência da Croácia. Tanto a Eslovênia como a Croácia declararam independência da Iugoslávia em 25 de Junho de 1991. O lado iugoslavo acusou os dois de secessão. O governo federal ordenou que o JNA assumisse o controlo das passagens fronteiriças na Eslovénia, o que levou à Guerra dos Dez Dias, na qual o JNA foi derrotado. A Guerra dos Dez Dias terminou com a assinatura do Acordo de Brioni, quando foi colocada uma moratória de três meses sobre a implementação da decisão. 
Os incidentes armados do início de 1991 transformaram-se numa guerra total durante o verão. O primeiro plano de Tuđman era ganhar o apoio da Comunidade Europeia, evitando o confronto direto com o JNA proposto por Martin Špegelj, o Ministro da Defesa, desde o início do conflito.  Tuđman rejeitou a proposta de Špegelj porque seria prejudicial para a posição internacional da Croácia e havia dúvidas de que o exército croata estivesse pronto para tal ação.  O emergente Exército Croata tinha apenas quatro brigadas em setembro de 1991.  À medida que a guerra aumentava, Tuđman formou o Governo de Unidade Nacional, que reuniu membros da maioria dos partidos menores no Parlamento, incluindo o Partido Social-Democrata (SDP) de Račan. 
Combates ferozes ocorreram em Vukovar, onde cerca de 1.800 combatentes croatas bloquearam o avanço do JNA na Eslavônia. Vukovar assumiu enorme importância simbólica para ambos os lados. Sem ele, as conquistas territoriais sérvias na Eslavónia oriental estariam ameaçadas. A defesa inesperadamente feroz da cidade contra um exército muito maior inspirou rumores de uma "Stalingrado croata". O aumento das perdas e as reclamações do público croata por não ter respondido obrigaram Tuđman a agir. Ele ordenou que a Guarda Nacional Croata cercasse as bases do exército do JNA, iniciando assim a Batalha do Quartel. Tuđman nomeou Gojko Šušak o novo Ministro da Defesa em setembro de 1991. 

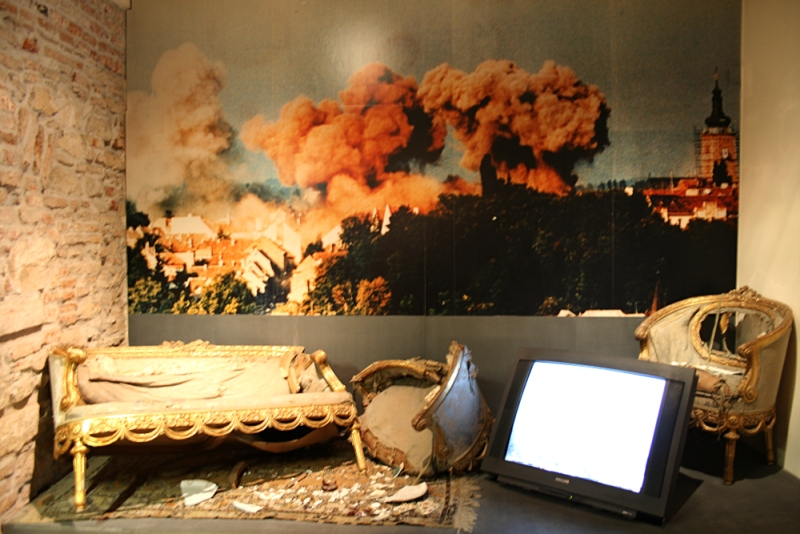
Exposição comemorativa do bombardeio do Banski Dvori em Zagreb, em 7 de outubro de 1991, na Residência do Presidente da Croácia, pela Força Aérea Iugoslava

No início de Outubro de 1991, o JNA intensificou a sua campanha na Croácia.  Em 5 de outubro, Tuđman fez um discurso no qual apelou a toda a população para que se mobilizasse e se defendesse contra o "Grande Imperialismo Sérvio" perseguido pelo JNA liderado pelos sérvios, pelas formações paramilitares sérvias e pelas forças rebeldes sérvias. Dois dias depois a Força Aérea Iugoslava bombardeou Banski Dvori, a sede do Governo croata em Zagreb, no momento em que Tuđman se reunia com Mesić e Marković, nenhum dos quais ficou ferido no ataque.   Em 8 de Outubro, o Parlamento croata cortou todos os laços restantes com a Jugoslávia e declarou independência.  Tuđman pediu à liderança do Kosovo que abrisse uma segunda frente contra o JNA e ofereceu ajuda em armas. A liderança decidiu contra o conflito armado, mas deu apoio à independência da Croácia e apelou aos albaneses étnicos para abandonarem o exército iugoslavo. 
Em novembro de 1991 terminou a Batalha de Vukovar, que deixou a cidade devastada. O JNA e os irregulares sérvios assumiram o controle de cerca de um quarto do território da Croácia no final de 1991.  Em dezembro de 1991, o SAO Krajina proclamou-se a República Sérvia de Krajina (RSK). Até ao final de 1991, foram assinados dezasseis cessar-fogo, nenhum dos quais durou mais de um dia. 
Em 19 de Dezembro de 1991, a Islândia e a Alemanha reconheceram a soberania da Croácia. Muitos observadores acreditam que o bom relacionamento de Tuđman com Hans-Dietrich Genscher, então ministro das Relações Exteriores da Alemanha, teve muito a ver com esta decisão.  As hostilidades na Croácia terminaram por algum tempo em Janeiro de 1992, quando o plano Vance foi assinado. Tuđman esperava que o envio de forças de manutenção da paz da ONU consolidasse as fronteiras internacionais da Croácia, mas a situação militar na própria Croácia permaneceu incerta. 

#### Guerra da Bósnia

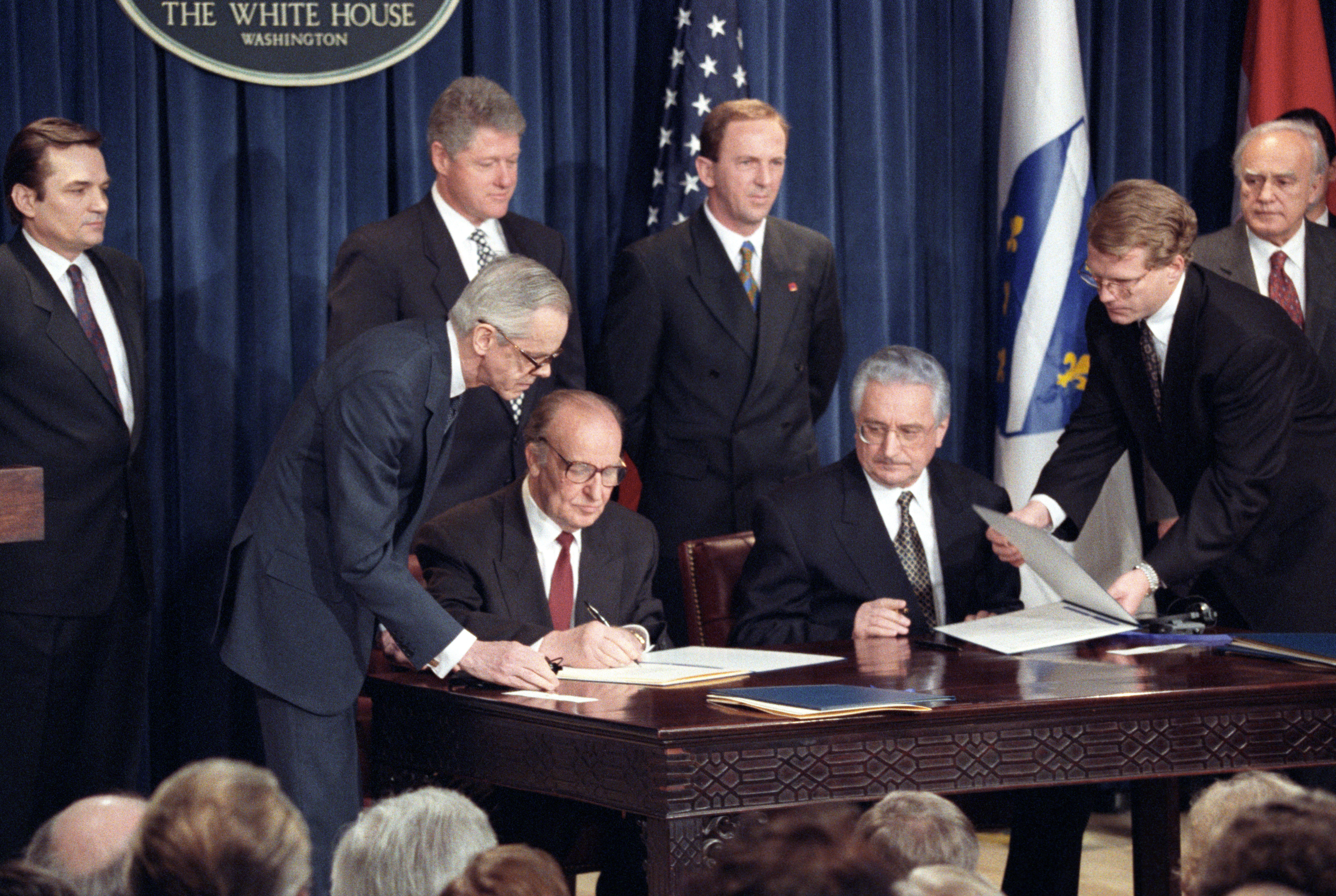
Tuđman e Alija Izetbegović assinando o Acordo de Washington em 1994

À medida que a guerra na Croácia chegou a um impasse, a situação na Bósnia e Herzegovina piorou. O JNA utilizou o seu território para ofensivas contra a Croácia, mas evitou a parte maioritária croata da Herzegovina.  Tuđman duvidava que a Bósnia e Herzegovina pudesse sobreviver à dissolução da Jugoslávia, mas apoiou a sua integridade se permanecesse fora da federação jugoslava e da influência sérvia.  As primeiras vítimas croatas no país ocorreram em outubro de 1991, quando a aldeia de Ravno foi atacada e destruída pelo JNA. Vários dias depois, o presidente da Bósnia, Alija Izetbegović, fez uma proclamação de neutralidade na televisão, afirmando que "esta não é a nossa guerra".  
A liderança bósnia inicialmente mostrou vontade de permanecer na Iugoslávia, mas depois mudou sua política e optou pela independência.  A liderança croata começou a organizar-se em áreas de maioria croata e em 18 de Novembro de 1991 estabeleceu a Comunidade Croata de Herzeg-Bósnia como uma unidade territorial croata autónoma.   Numa reunião em Dezembro de 1991 com a liderança do HDZ BiH, Tuđman discutiu a possibilidade de juntar a Herzeg-Bósnia à Croácia, pois pensava que os representantes da Bósnia estavam a trabalhar para permanecer na Jugoslávia. Lá, ele criticou o presidente do HDZ BiH, Stjepan Kljujić, por se aliar a Izetbegović. No entanto, em Fevereiro de 1992, ele encorajou os croatas na Bósnia e Herzegovina a apoiarem o próximo referendo sobre a independência da Bósnia.  Izetbegović declarou a independência do país em 6 de abril, que foi imediatamente reconhecida pela Croácia.  No início da guerra da Bósnia, formou-se uma aliança croata-bósnia, embora muitas vezes não fosse harmoniosa.  O governo croata ajudou a armar as forças croatas e bósnias.  Em 21 de julho de 1992, o Acordo de Amizade e Cooperação foi assinado por Tuđman e Izetbegović, estabelecendo uma cooperação militar entre os dois exércitos.  Em Setembro de 1992, assinaram mais dois acordos de cooperação e novas negociações sobre a organização interna da Bósnia e Herzegovina,  embora Izetbegović tenha rejeitado um pacto militar.  Em Janeiro de 1993, Tuđman disse que a Bósnia e Herzegovina só pode sobreviver como uma união confederal de três nações. 
Com o tempo, as relações entre croatas e bósnios pioraram, resultando na Guerra croata-bosníaca.  O lado bósnio afirmou que Tuđman queria dividir a Bósnia e Herzegovina, uma visão que foi cada vez mais aceite pela comunidade internacional. Isto tornou difícil para Tuđman proteger os interesses da Croácia e apoiar a Herzeg-Bósnia.  À medida que o conflito se agravava, a política externa da Croácia atingiu um ponto baixo.  Ao longo de 1993, vários planos de paz foram propostos pela comunidade internacional. Tuđman e a liderança da Herzeg-Bósnia aceitaram todos eles, incluindo o Plano Vance-Owen em Janeiro de 1993 e o Plano Owen-Stoltenberg em Julho de 1993. No entanto, nenhum cessar-fogo duradouro foi acordado.  No início de 1994, os Estados Unidos envolveram-se cada vez mais na resolução das guerras. Eles estavam preocupados com a forma como a guerra Croata-Bósnia ajudou os sérvios e pressionou os dois lados para assinarem uma trégua final. A guerra terminou em março de 1994 com a assinatura do Acordo de Washington.  Em junho de 1994, Tuđman visitou Sarajevo para abrir a embaixada croata ali. Encontrou-se com Alija Izetbegović e discutiu a criação da Federação Croata-Muçulmana e a sua possível confederação com a Croácia. 

#### Cessar-fogo na Croácia
Apesar das dificuldades consideráveis, a diplomacia croata conseguiu obter reconhecimento nos meses seguintes. A Croácia foi reconhecida pela Comunidade Europeia em 15 de janeiro de 1992 e tornou-se membro das Nações Unidas em 22 de maio.  Em Abril de 1992, Washington reconheceu simultaneamente a Croácia, a Eslovénia e a Bósnia e Herzegovina. Desde que a nova administração Clinton chegou ao poder, tem feito lobby consistente por uma linha dura contra Milošević, uma posição política muitas vezes atribuída em grande parte às políticas da então Secretária de Estado Madeleine Albright.  Em Maio de 1992, a Croácia estabeleceu relações diplomáticas com a China. Um ano depois, Tuđman foi o primeiro presidente da ex-Iugoslávia a visitar a China. 
A guerra causou grande destruição e danos indiretos no turismo,  tráfego de trânsito, no investimento, etc. O Presidente Tuđman estimou o custo dos danos materiais directos em mais de 20 mil milhões de dólares e que a Croácia gastava 3 milhões de dólares diariamente no cuidado de centenas de milhares de refugiados.  Quando o cessar-fogo de Janeiro de 1992 entrou em vigor, a Croácia recuperou lentamente. À medida que a actividade económica aumentava de forma constante e as negociações com os líderes do RSK não chegavam a lado nenhum, o Ministro da Defesa, Gojko Šušak, começou a acumular armas em preparação para uma solução militar. 
Tuđman venceu as eleições presidenciais em agosto de 1992 no primeiro turno com 57,8% dos votos.  Simultaneamente, realizaram-se as eleições parlamentares que também foram vencidas pelo HDZ. Durante a campanha, Dobroslav Paraga, o líder de extrema direita do Partido dos Direitos da Croácia, acusou Tuđman de trair os interesses croatas ao não se envolver numa guerra total com as forças sérvias. Tuđman tentou marginalizar o seu partido devido ao uso dos símbolos Ustaše, o que gerou críticas da imprensa estrangeira à Croácia. Paraga conquistou apenas 5 assentos no parlamento e 5,4% dos votos nas eleições presidenciais.  
Em Janeiro de 1993, o exército croata lançou a Operação Maslenica e recapturou a ponte vital de Maslenica que ligava a Dalmácia ao norte da Croácia. Embora o Conselho de Segurança da ONU tenha condenado a operação, não houve sanções. Esta vitória permitiu a Tuđman rebater as acusações internas de que era fraco nas suas relações com a RSK e a ONU. 
Apesar dos confrontos com as forças do RSK, durante 1993 e 1994 a situação geral da economia melhorou substancialmente e o desemprego diminuiu gradualmente. Em 4 de abril de 1993, Tuđman nomeou Nikica Valentić como primeiro-ministro. As medidas de estabilização anti-inflacionárias em 1993 reduziram com sucesso a inflação. O dinar croata, que foi introduzido como moeda de transição, foi substituído pelo kuna em 1994.  O crescimento do PIB atingiu 5,9% em 1994. 

#### Fim da guerra

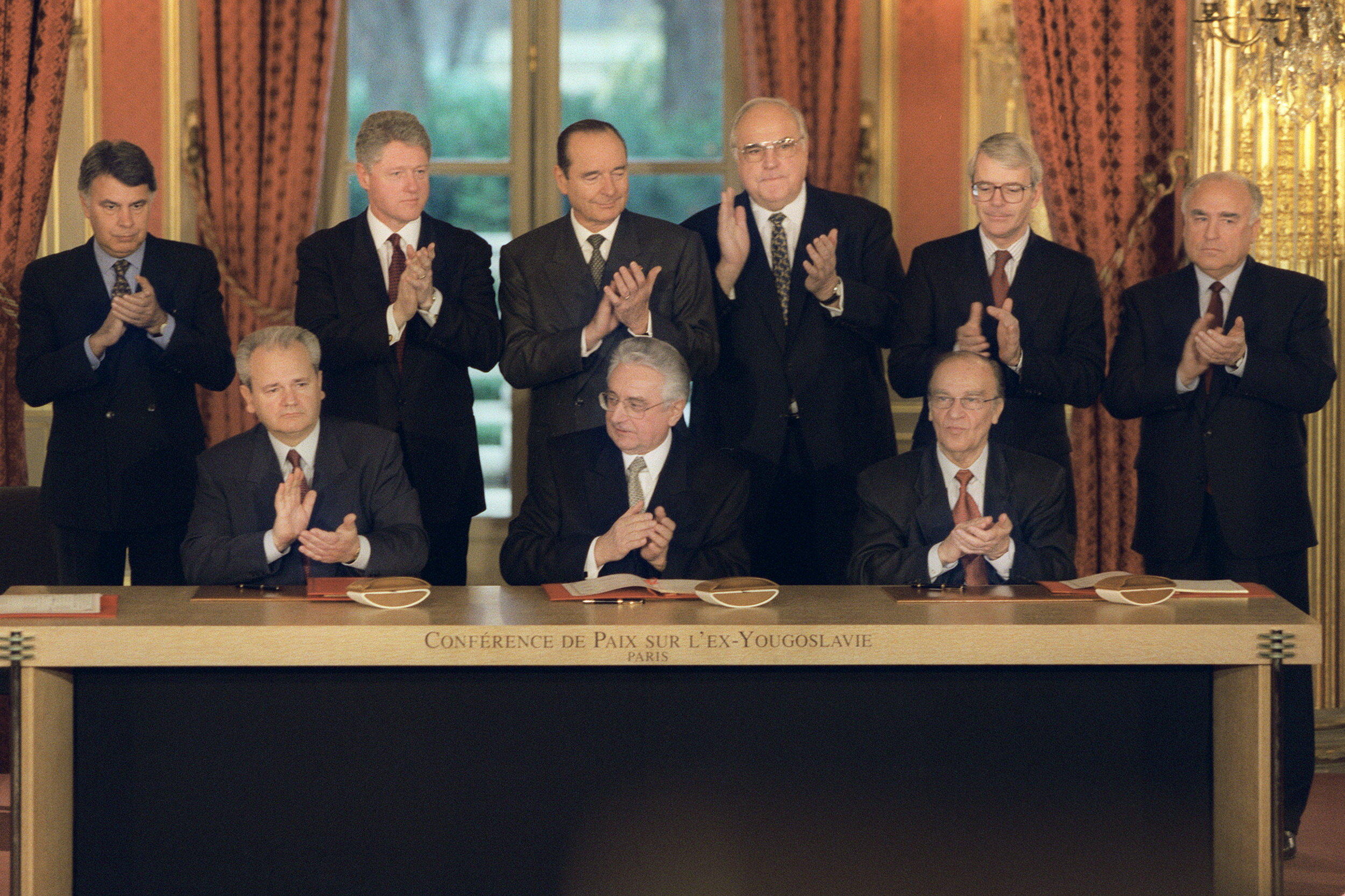
Os Acordos de Paz de Dayton em 21 de novembro de 1995

Em maio de 1995, o exército croata lançou a Operação Flash, a sua terceira operação contra a RSK desde o cessar-fogo de janeiro de 1992, e rapidamente recapturou a Eslavónia ocidental. Diplomatas internacionais redigiram o Plano Z-4, propondo a reintegração da RSK na Croácia. A RSK manteria a sua bandeira e teria o seu próprio presidente, parlamento, polícia e uma moeda separada. Embora Tuđman tenha ficado descontente com a proposta, as autoridades da RSK rejeitaram-na completamente. 
Em 22 de julho de 1995, Tuđman e Izetbegović assinaram o Acordo de Split, vinculando ambos os lados a uma "defesa conjunta contra a agressão sérvia". Tuđman logo colocou suas palavras em ação e iniciou a Operação Verão '95, realizada por forças conjuntas de HV e HVO. Estas forças invadiram as cidades de Glamoč e Bosansko Grahovo, no oeste da Bósnia, praticamente isolando Knin da Republika Srpska e da RF da Iugoslávia. 
Às 5:00, na sexta-feira, 4 de agosto de 1995, Tuđman autorizou publicamente o ataque à RSK, codinome Operação Tempestade. Ele apelou ao exército sérvio e à sua liderança em Knin para que se rendessem e, ao mesmo tempo, apelou aos civis sérvios para permanecerem nas suas casas, garantindo-lhes os seus direitos. A decisão de ir direto para Knin, o centro do RSK, valeu a pena e por 10 Às 16h do dia 5 de agosto, no segundo dia da operação, as forças croatas entraram na cidade com o mínimo de baixas. Na manhã de 8 de agosto, a operação estava efetivamente encerrada, resultando na restauração do controle croata de 10.400 quilômetros quadrados (4.000 milhas quadradas) de território. Cerca de 150.000 a 200.000 sérvios fugiram e vários crimes foram cometidos contra os civis restantes.  O presidente dos Estados Unidos, Bill Clinton, disse estar "esperançoso de que a ofensiva da Croácia se revele algo que nos dará um caminho para uma solução diplomática rápida". 

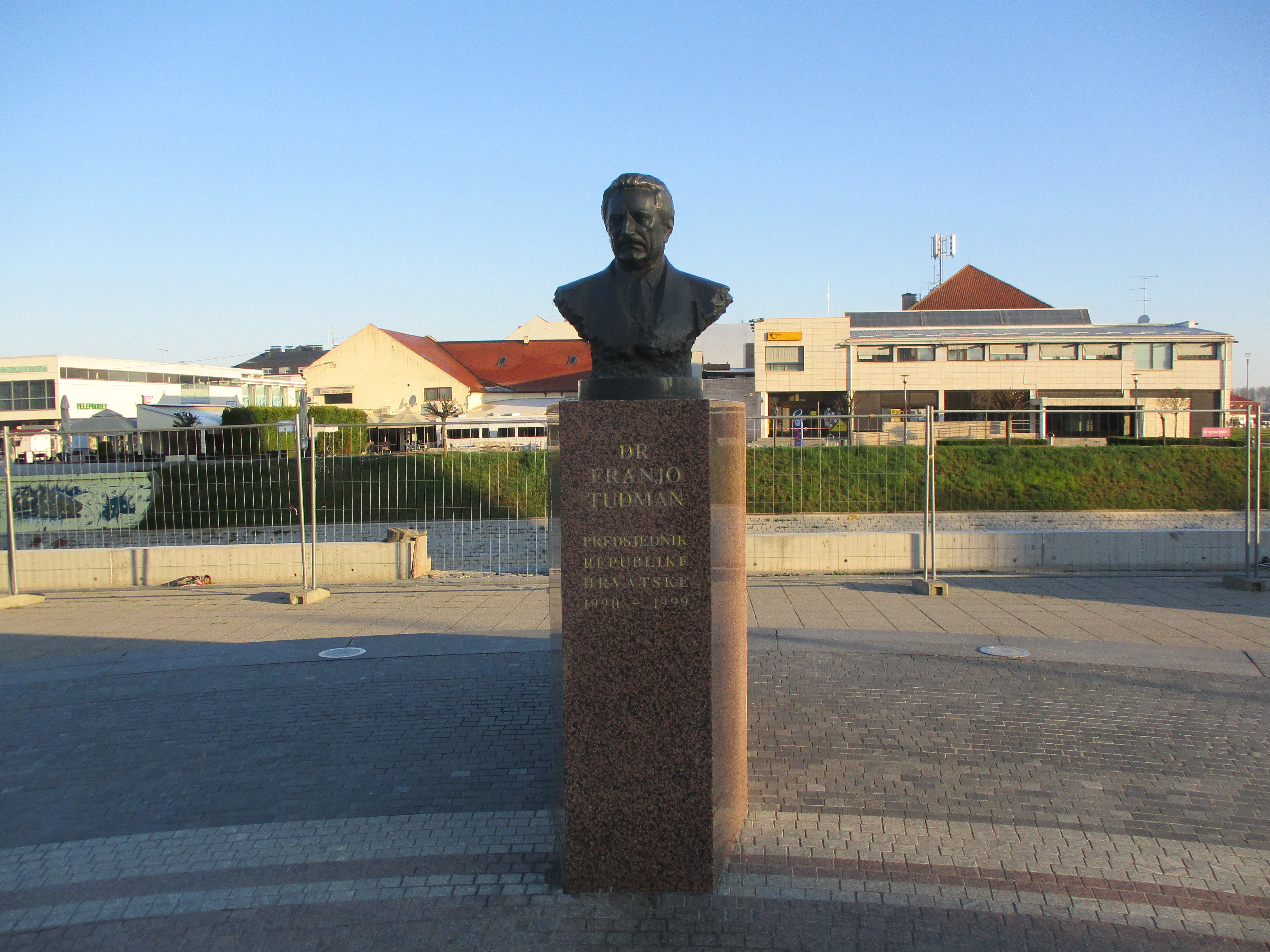
“Discurso de Vukovar” do Presidente Tuđman após a chegada do “Trem da Paz” a Vukovar, em 8 de junho de 1997: “Um vencedor que não sabe perdoar está plantando as sementes de um novo mal. O povo croata não quer isso, nem nunca quis”. Na foto, Busto de Tuđman em Vukovar.

Seguiu-se uma ofensiva conjunta das forças croatas e bósnias no oeste e no norte da Bósnia. As forças sérvias da Bósnia perderam rapidamente território e foram forçadas a negociar. As negociações sobre um tratado de paz foram realizadas em Dayton, Ohio .  Tuđman insistiu em resolver a questão da Eslavónia oriental controlada pelo RSK e no seu regresso pacífico à Croácia nas conversações de paz de Dayton. Em 1 de novembro, ele teve um debate acalorado com Milošević, que negou o controle sobre a liderança da região. Tuđman estava pronto para impedir o acordo de Dayton e continuar a guerra se a Eslavónia não fosse reintegrada pacificamente. A situação militar deu-lhe vantagem e Milošević concordou com o seu pedido.  O Acordo de Dayton foi elaborado em novembro de 1995. Tuđman foi um dos signatários do acordo, juntamente com as lideranças da Bósnia e Herzegovina e da Sérvia, que encerrou a Guerra da Bósnia. Em 12 de Novembro, foi assinado o Acordo Erdut com as autoridades sérvias locais relativo ao regresso da Eslavónia Oriental, Baranja e Sírmia Ocidental à Croácia, com um período de transição de dois anos. Isso encerrou a guerra na Croácia.  Os números oficiais sobre os danos causados pela guerra publicados na Croácia em 1996 especificam 180.000 unidades habitacionais destruídas, 25% da economia croata destruída e 27 mil milhões de dólares em danos materiais.  Sobre o êxodo de cerca de 150.000 sérvios Krajina da Croácia, Tudjman observou que os refugiados partiram tão rápido que "nem tiveram tempo de recolher a moeda suja e a roupa interior suja".  Mais tarde, ele vangloriou-se aos seus generais: "Resolvemos a questão sérvia... [aqui] nunca haverá 12 por cento de sérvios" na Croácia. “Se houver três ou cinco por cento deles, isso não representa uma ameaça para o Estado croata”. 

### Política pós-guerra

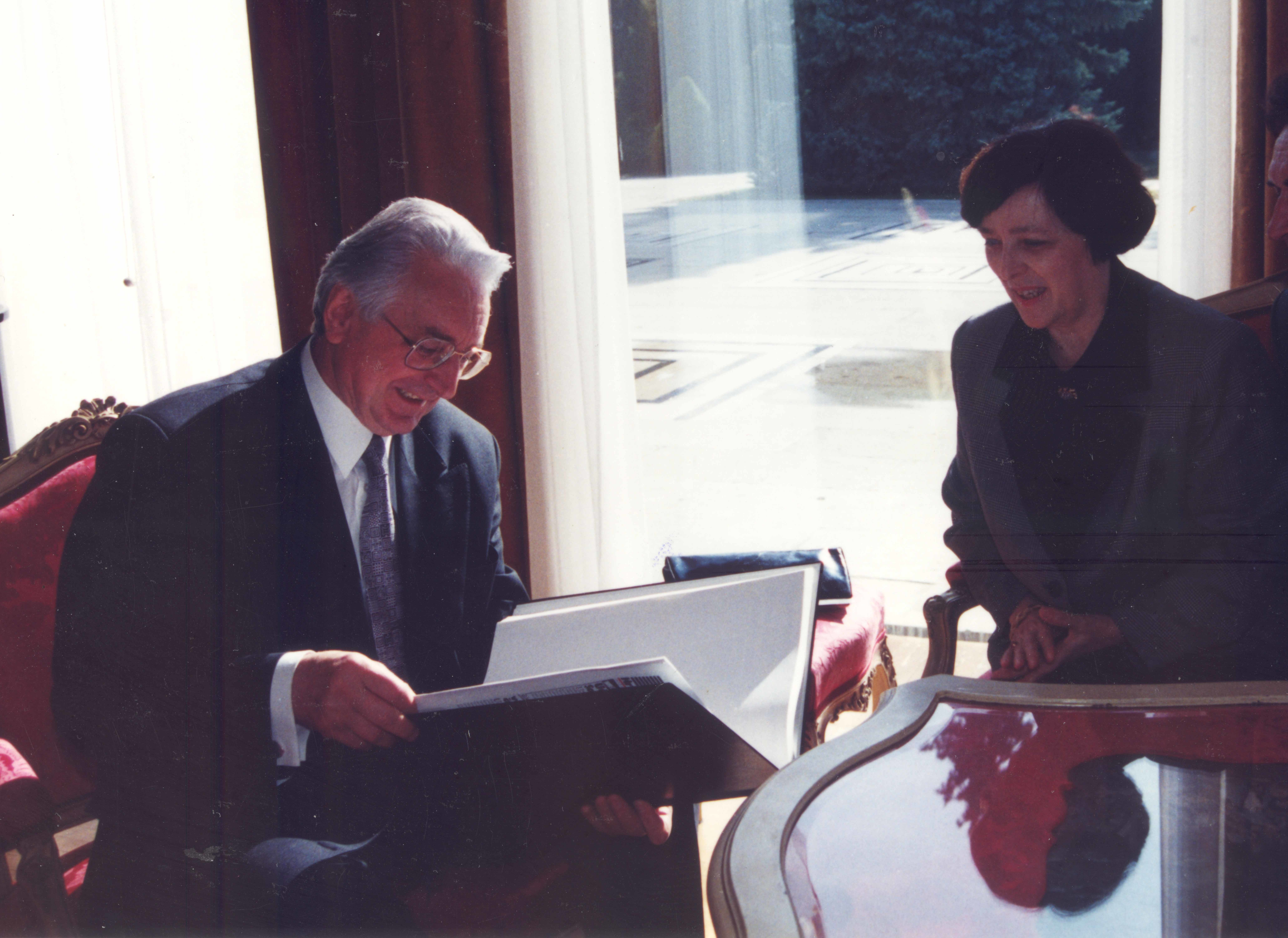
Tuđman e a jornalista Ana Havel em 1997

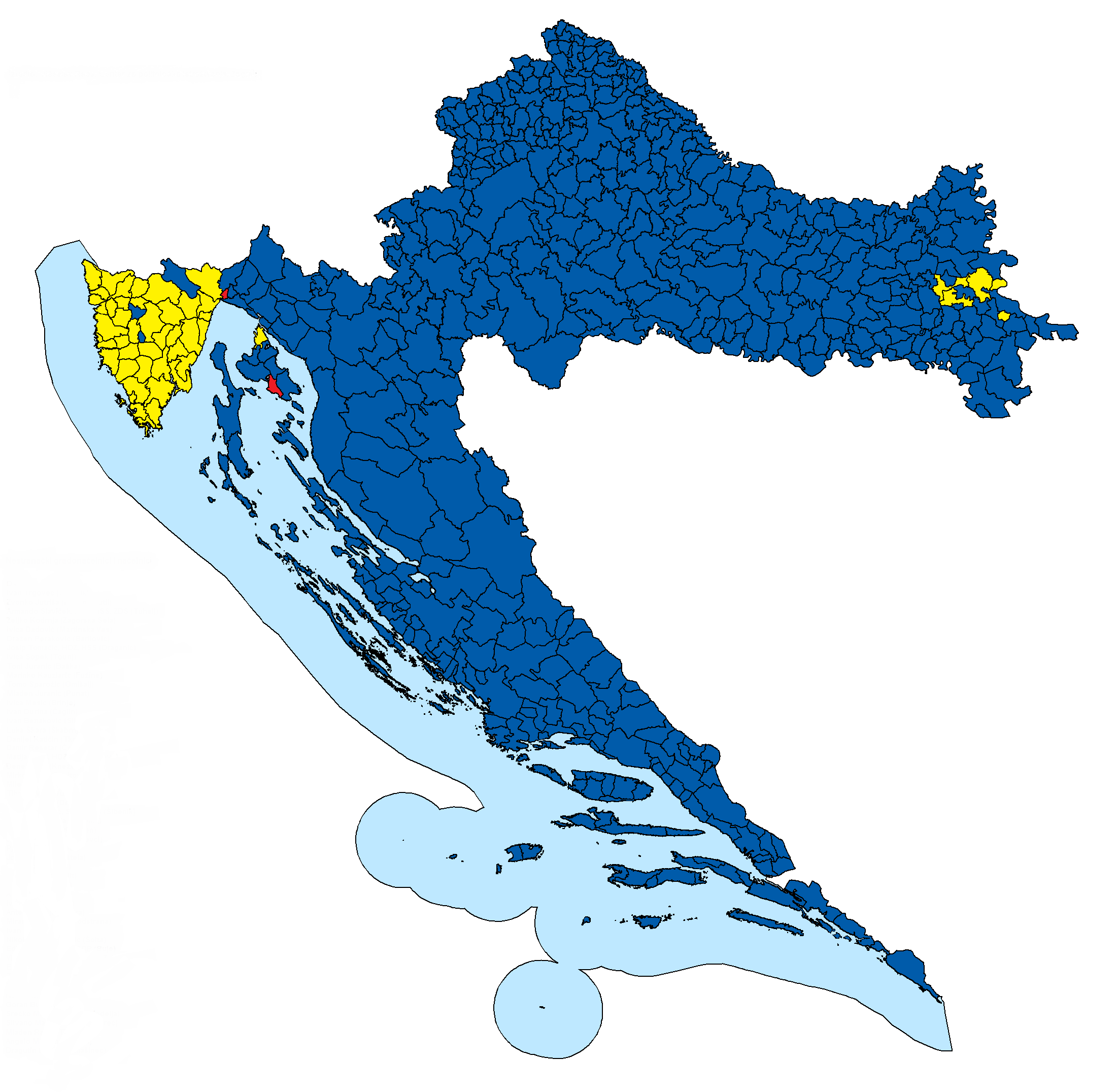
Resultados municipais das eleições presidenciais de 1997. Tuđman venceu os municípios em azul.

Em 1995, foram realizadas eleições parlamentares que resultaram na vitória do HDZ com 75 dos 127 assentos no parlamento. Tuđman nomeou Zlatko Mateša o 6.º primeiro-ministro, que formou o primeiro governo em tempos de paz da Croácia independente. As eleições foram realizadas em conjunto com as eleições locais em Zagreb, que foram vencidas pelos partidos da oposição. Tuđman recusou-se a fornecer uma confirmação formal ao proposto prefeito de Zagreb, o que levou à crise de Zagreb. Em 1996, realizou-se uma grande manifestação em Zagreb em resposta à revogação da licença de transmissão da Rádio 101, uma estação de rádio que criticava o partido no poder. 
O tratamento dispensado à mídia gerou críticas de algumas organizações internacionais.  Notavelmente, o Feral Tribune, um jornal semanal político e satírico croata, foi sujeito a vários processos judiciais e acusações criminais por parte de funcionários do governo, bem como foi forçado a pagar um imposto normalmente reservado a revistas pornográficas.  Alguns partidos da oposição na Croácia defenderam a opinião de que, longe de europeizar a Croácia, Tuđman foi responsável pela sua "balcanização" e que durante a sua presidência agiu como um déspota. Outros partidos, por exemplo o Partido dos Direitos da Croácia, argumentaram que Tuđman não foi suficientemente radical na sua defesa do Estado croata. 
A Croácia tornou-se membro do Conselho da Europa em 6 de novembro de 1996.  Em 15 de junho de 1997, Tuđman venceu as eleições presidenciais com 61,4% dos votos, à frente de Zdravko Tomac e Vlado Gotovac, e foi reeleito para um segundo mandato de cinco anos. Marina Matulović-Dropulić tornou-se prefeita de Zagreb depois de vencer as eleições locais de 1997, que encerraram formalmente a crise de Zagreb. 
Em Janeiro de 1998, a Eslavônia Oriental foi oficialmente reintegrada na Croácia.  Em fevereiro de 1998, Tuđman foi reeleito presidente da HDZ. O início do ano foi marcado por um grande protesto sindical em Zagreb, devido ao qual o governo adoptou legislação que regulamenta as reuniões públicas e manifestações em Abril.  Após a guerra, Tuđman sugeriu de forma controversa que os restos mortais dos mortos durante a marcha da morte iugoslava de colaboradores nazistas fossem trazidos e sepultados em Jasenovac, uma ideia que ele mais tarde abandonou. Esta ideia incluía enterrar juntos as tropas Ustaša, os guerrilheiros antifascistas e todos os civis e foi inspirada no Valle de los Caídos do general Francisco Franco.  Anteriormente, ele havia nomeado Vinko Nikolic, oficial Ustaše, para o Parlamento croata  e sua administração nomeou várias ruas em homenagem ao político ustache Mile Budak. 
Em 1998, Tuđman afirmou que o seu programa de reconciliação nacional tinha evitado uma guerra civil na Croácia durante o colapso da Iugoslávia. 

#### Economia
Como resultado dos programas de macroestabilização, o crescimento negativo do PIB durante o início da década de 1990 parou e transformou-se numa tendência positiva. A actividade de reconstrução do pós-guerra proporcionou outro impulso ao crescimento. Os gastos dos consumidores e os investimentos do sector privado, ambos adiados durante a guerra, contribuíram para a melhoria das condições económicas e do crescimento em 1995-97.  O crescimento real do PIB em 1995 foi de 6,8%, em 1996 de 5,9% e em 1997 de 6,6%. 
Em 1995, foi criado um Ministério da Privatização, tendo Ivan Penić como primeiro ministro.  A privatização na Croácia mal tinha começado quando a guerra eclodiu em 1991. As infra-estruturas sofreram enormes danos causados pela guerra, especialmente a indústria do turismo, rica em receitas, e a sua transformação de uma economia socialista de mercado para uma economia de mercado livre foi, portanto, lenta e instável. A desconfiança pública aumentou quando muitas empresas estatais foram vendidas a pessoas politicamente bem relacionadas a preços abaixo do mercado.  O partido no poder foi criticado por transferir empresas para um grupo de proprietários privilegiados ligados ao partido. 
O método de privatização contribuiu para o aumento da propriedade estatal porque as ações não vendidas foram transferidas para fundos estatais. Em 1999, a participação do sector privado no PIB atingiu 60%, o que foi significativamente inferior ao de outros antigos países socialistas.  A privatização de grandes empresas estatais foi praticamente interrompida durante a guerra e nos anos imediatamente seguintes à conclusão da paz. No final do governo de Tuđman, cerca de 70% das principais empresas da Croácia ainda eram estatais, incluindo água, electricidade, petróleo, transportes, telecomunicações e turismo. 
O imposto sobre o valor acrescentado foi introduzido em 1998 e o orçamento do governo central foi excedentário nesse ano.  O boom do consumo foi interrompido quando a economia entrou em recessão no final de 1998, como resultado da crise bancária, quando 14 bancos faliram,  e o crescimento do PIB abrandou para 1,9%. A recessão continuou ao longo de 1999, quando o PIB caiu 0,9%.  O desemprego aumentou de cerca de 10% em 1996 e 1997 para 11,4% em 1998. No final de 1999 atingiu 13,6%. O país emergiu da recessão no 4º trimestre de 1999.  Após vários anos de políticas de estabilização macroeconómica bem sucedidas, inflação baixa e uma moeda estável, os economistas alertaram que a falta de mudanças fiscais e o papel crescente do Estado na economia causaram o declínio no final da década de 1990 e estavam a impedir um crescimento económico sustentável.  

#### Política externa
Mate Granić foi Ministro dos Negócios Estrangeiros de 1993 até ao final da administração Tuđman. Em 1996, assinou um acordo sobre a normalização das relações com a República Federal da Iugoslávia.  Em 9 de Setembro de 1996, a Croácia estabeleceu relações diplomáticas com a República Federal da Iugoslávia. 
Os EUA foram o principal mediador na obtenção de um tratado de paz na região e continuaram a ter maior influência depois de 1995.  As ofensivas croatas em 1995 não receberam apoio inequívoco dos EUA, mas apoiaram as exigências croatas de integridade territorial. No entanto, as relações croata-americanas após a guerra não se desenvolveram como Tuđman esperava. Os direitos das minorias sérvias e a cooperação com o TPIJ foram considerados as principais questões e levaram a uma deterioração das relações no final de 1996 e durante 1997.  Tuđman tentou contrariar a pressão com relações mais estreitas com a Rússia e a China. Em novembro de 1996 ele recebeu a Medalha de Júkov, concedida pela contribuição à luta antifascista, do presidente russo Boris Iéltsin. 
Uma confederação entre a Croácia e a Bósnia e Herzegovina, adoptada ao abrigo do Acordo de Washington, não foi concretizada,  enquanto a Federação Croata-Bósnia agiu apenas no papel. Em agosto de 1996, Tuđman e Izetbegović concordaram em implementar integralmente o acordo de Dayton. A Herzeg-Bósnia seria formalmente abolida até o final do mês. 
Em 1999 começou a intervenção da OTAN  no Kosovo. Tuđman expressou a sua preocupação relativamente aos danos potenciais à economia e ao turismo croatas, estimados em mil milhões de dólares. Ainda assim, o governo expressou o seu apoio à OTAN e concedeu permissão aos aviões da OTAN para utilizarem o espaço aéreo da Croácia. Em Maio, Tuđman disse que uma solução possível seria enviar forças de manutenção da paz da ONU para o Kosovo, o que permitiria o regresso dos refugiados albaneses, enquanto as forças jugoslavas recuariam para o norte do Kosovo, de maioria sérvia. 

#### Relação com a Igreja Católica
Živko Kustić, um padre católico oriental croata e jornalista da Jutarnji list, escreveu que a percepção de Tuđman sobre o papel da Igreja na Croácia era contraditória com os objetivos do Papa João Paulo II. Além disso, Kustić expressou dúvidas de que Tuđman tivesse sido verdadeiramente religioso, exceto quando era muito jovem. Tuđman considerou a religião católica importante para a nação croata moderna. Ao prestar juramento em 1992, ele acrescentou a frase "Tako mi Bog pomogao!" (Então me ajude Deus!) que não fazia parte do texto oficial.  Em 1997, ele incluiu oficialmente a sentença no juramento.  A era de Tuđman foi a era do renascimento católico na Croácia. A frequência à igreja aumentou; até mesmo ex-comunistas participaram massivamente dos sacramentos da igreja. O estado financiava a construção e renovação de igrejas e mosteiros. Entre 1996 e 1998, a Croácia assinou vários tratados com a Santa Sé, pelos quais foram concedidos à Igreja Católica na Croácia alguns direitos financeiros, entre outros.

### Problemas de saúde e morte
Tuđman foi diagnosticado com câncer em 1993. Sua saúde geral piorou no final da década de 1990. Em 1 de novembro de 1999 ele apareceu em público pela última vez. Enquanto estava hospitalizado, os partidos da oposição acusaram o HDZ, no poder, de esconder o facto de Tuđman já estar morto e de que as autoridades mantinham a sua morte em segredo, a fim de ganhar mais assentos nas próximas eleições gerais de Janeiro de 2000. A morte de Tuđman foi declarada oficialmente em 10 de dezembro de 1999.  Ele celebrou uma missa fúnebre na Catedral de Zagreb e foi sepultado no Cemitério de Mirogoj. 

### Vrhovnik
Tuđman recebeu do Parlamento croata o posto militar de Comandante Supremo da Croácia, ou "Vrhovnik" em 22 de março de 1995.   Foi o título honorífico mais elevado das Forças Armadas Croatas e equivalente a Marechal.  Tuđman foi a única pessoa a ocupar esse posto. Ele o manteve até sua morte. O uniforme para esta posição supostamente foi modelado no uniforme de Josip Broz Tito, já que Tuđman era um major-general dedicado do Exército Popular Iugoslavo.  O título acabou sendo abolido em 2002. 

## TPIJ
O Tribunal Penal Internacional para a ex-Iugoslávia (TPIJ) foi criado pelas Nações Unidas em 1993. Embora o governo croata tenha aprovado uma lei sobre a cooperação com o TPIJ, desde 1997 as relações entre o TPIJ e a Croácia pioraram. Tuđman criticou o trabalho do TPIJ em 1999, enquanto a procuradora-chefe do TPIJ, Louise Arbor, expressou a sua insatisfação com a cooperação da Croácia com o Tribunal. 
Durante a vida de Tuđman, nem Richard Goldstone nem Arbour, os primeiros promotores-chefes do TPIJ, consideraram indiciá-lo. Em 2002, a nova promotora do TPIJ, Carla del Ponte, disse em uma entrevista que teria indiciado Tuđman se ele não tivesse morrido em 1999.  Graham Blewitt, promotor sênior do Tribunal, disse à agência de notícias AFP que "teria havido provas suficientes para indiciar o presidente Tuđman se ele ainda estivesse vivo". 
Em 2000, a televisão britânica Channel 4 transmitiu uma reportagem sobre as gravações de Franjo Tuđman, nas quais ele alegadamente falava sobre a divisão da Bósnia e Herzegovina com os sérvios após o Acordo de Dayton. Alegaram que o então presidente croata, Stjepan Mesić, lhes deu acesso a 17.000 transcrições. Mesić, que sucedeu Tuđman como presidente da Croácia, e o seu gabinete negaram ter fornecido quaisquer transcrições aos jornalistas britânicos e chamaram o relatório de uma "história sensacionalista que nada tem a ver com a verdade". 
No julgamento de Gotovina, num veredicto de primeiro grau, a Câmara de Julgamento concluiu que Tuđman foi um participante chave numa empresa criminosa conjunta, cujo objetivo era remover permanentemente a população civil sérvia do território da República Sérvia de Krajina. e repovoá-lo com croatas.  Em Novembro de 2012, um tribunal de recurso do TPIJ anulou as condenações de Mladen Markač e Ante Gotovina, absolveu os dois antigos generais e concluiu que não houve deportação planeada da minoria sérvia nem nenhuma empresa criminosa conjunta por parte da liderança croata. 
Em maio de 2013, o TPIJ, num veredicto de primeira instância no julgamento de Prlić e outros, concluiu que Tuđman, Bobetko e Šušak participaram na empresa criminosa conjunta contra a população não croata da Bósnia e Herzegovina. Decidiu, por maioria, que o objetivo era unir de facto a Herzeg-Bósnia à Croácia.  O juiz Jean-Claude Antoanetti, juiz presidente do julgamento, emitiu um parecer separado no qual contestou a noção de uma empresa criminosa conjunta e disse que os planos de Tuđman em relação à Bósnia e Herzegovina não estavam em contradição com a posição da comunidade internacional.  
Em 19 de julho de 2016, a Câmara de Apelações do caso anunciou que a "Câmara de Julgamento não fez conclusões explícitas sobre a participação [de Tudjman, Šušak e Bobetko] na JCE e não os considerou culpados de quaisquer crimes."   Em 29 de novembro de 2017, sem atribuir quaisquer crimes a Tuđman, a Câmara de Apelações do caso manteve as condenações de seis líderes da Herzeg-Bósnia e do HVO e concluiu que ele partilhava o seu empreendimento criminoso conjunto de "criar um governo croata entidade que reconstituiu as fronteiras anteriores e que facilitou a reunificação do povo croata", o que seria feito através da limpeza étnica dos muçulmanos bósnios.  

## Tuđman como historiador
Tuđman não teve formação acadêmica formal como historiador.  Ele abordou a história como um estudioso marxista e advogado croata.  Ele sempre considerou a história como um meio de formar a sociedade.  Seu volumoso, com mais de 2.000 páginas, Hrvatska u monarhisticičkoj Jugoslaviji (Croácia na Iugoslávia Monarquista), passou a ser designado como material de leitura  relativo a este período da história croata em algumas universidades croatas. Seus tratados mais curtos sobre a questão nacional, Nacionalno pitanje u suvremenoj Europi (A questão nacional na Europa contemporânea) e Usudbene povijestice (Os destinos da história) ainda são ensaios bem conceituados sobre disputas nacionais e étnicas não resolvidas, autodeterminação e criação de Estados-nação no meio europeu.

### Horrores da Guerra
Em 1989, Tuđman publicou Bespuća povijesne zbiljnosti (Tradução literal: Terras devastadas da realidade histórica)  que foi publicado em inglês em 1996 como Horrores da Guerra: Realidade Histórica e Filosofia.  O livro questionou os diferentes números alegados de vítimas mortas durante a Segunda Guerra Mundial na Iugoslávia, particularmente em relação ao campo de concentração de Jasenovac, algo que Tuđman já havia feito em um trabalho anterior publicado em 1982.  As estimativas do governo iugoslavo colocam o número de vítimas de Jasenovac entre 600.000 e 700.000, enquanto alguns historiadores sérvios chegaram a sugerir até um milhão de vítimas; ambos os conjuntos de números que eram exagerados.  Tuđman sentiu que Jasenovac estava a ser usado para impor uma culpa coletiva aos croatas e para provar "a natureza genocida" do nacionalismo croata.  
A última investigação séria sobre o número de vítimas antes da Guerra Civil Iugoslava foi conduzida pelo economista croata Vladimir Žerjavić e pelo investigador sérvio Bogoljub Kočović. Tanto Žerjavić como Kočović chegaram a um número de 83.000 mortes em Jasenovac, cada um utilizando métodos estatísticos diferentes.  59.589 vítimas (de todas as nacionalidades) foram identificadas pelo nome em uma lista de nomes iugoslavos feita em 1964.  No seu livro, Tuđman estimou, com base em algumas investigações anteriores, que o número total de vítimas no campo de Jasenovac (sérvios, judeus, ciganos, croatas e outros) estava algures entre 30.000 e 40.000.   Ele listou as vítimas como "ciganos, judeus e sérvios, e até croatas", invertendo a ordem convencional de mortes para implicar que mais ciganos e judeus foram mortos do que sérvios.  Tuđman enfatizou que o campo foi organizado como um “campo de trabalho”.  Ele estimou que um total de 50 mil foram mortos em todos os campos Ustashe em todo o NDH.  Embora tenha contestado legitimamente os números inflacionados, acabou por minimizar os crimes de Ustaše ao fornecer números demasiado baixos.  
Em Horrores da Guerra, Tuđman afirmou que 900.000 judeus morreram no Holocausto em vez de seis milhões.  Além da questão das estatísticas de guerra, o livro de Tuđman continha opiniões sobre o papel judaico na história que muitos leitores consideraram simplistas e profundamente tendenciosos. Alguns o descreveram como antissemita.    Tuđman baseou suas opiniões sobre a condição judaica nas memórias do ex- comunista croata Ante Ciliga, que descreveu suas experiências em Jasenovac durante um ano e meio de seu encarceramento. Estes estão registrados em seu livro, Sam kroz Europu u ratu (1939–1945), pintando um quadro desfavorável do comportamento de seus presos judeus, enfatizando seu alegado caráter de clã e etnocentrismo.  Ciliga afirmou que os judeus ocupavam uma posição privilegiada em Jasenovac e, na verdade, como conclui Tuđman, "tinham nas mãos a gestão do campo pelos presidiários até 1944 [porque] nas suas origens o partido de Pavelić era filo-semita".  Tuđman acrescentou que a maioria dos prisioneiros em Jasenovac morreu nas mãos dos judeus, que controlaram o processo de liquidação, e não dos Ustaše.  Ciliga teorizou que o comportamento dos judeus tinha sido determinado pela tradição de mais de 2.000 anos de egoísmo étnico extremo e falta de escrúpulos que ele afirma estar expressa no Antigo Testamento. 
Tuđman resumiu, entre outras coisas, que "Os judeus provocam inveja e ódio, mas na verdade eles são 'a nação mais infeliz do mundo', sempre vítimas de 'suas próprias ambições e das dos outros', e quem tenta mostrar que eles próprios são seus própria fonte de tragédia é classificada entre os anti-semitas e objeto de ódio por parte dos judeus".  Em outra parte do livro, ele expressou a crença de que essas características não eram exclusivas dos judeus; ao criticar o que alega serem agressões e atrocidades no Oriente Médio por parte de Israel, ele afirmou que elas surgiram "da irracionalidade histórica e da estreiteza em que os judeus certamente não são exceção". 
Em 1994, Tuđman pediu desculpas pelas observações feitas sobre os judeus, afirmando que nos anos desde a publicação do livro, suas opiniões sobre o judaísmo mundial haviam mudado.  As passagens problemáticas foram posteriormente eliminadas na versão inglesa publicada em 1996, mas mantidas nas versões croata, francesa e alemã. 

Em 22 de abril de 1998, Tuđman recebeu as credenciais do primeiro embaixador israelense na Croácia, Natan Meron. No seu discurso, Tuđman disse, entre outras coisas:
Durante a Segunda Guerra Mundial, dentro do regime Quisling, na Croácia, os crimes do Holocausto também foram cometidos contra membros do povo judeu. O público croata de então, durante a Segunda Guerra Mundial, e hoje, incluindo o governo croata e eu pessoalmente, condenamos os crimes que os Ustaše cometeram não só contra os judeus, mas também contra os croatas democráticos e mesmo contra membros de outras nações no Estado Independente da Croácia.

## Legado
Senhor Presidente, como todas as grandes pessoas durante a vida, o senhor não esperará o suficiente pela interpretação adequada dos seus méritos para a nação, isso será feito apenas pelas gerações futuras, mas acredite, isso será feito. Você será um grande homem da história croata, mas não durante sua vida, mas quando as avaliações forem feitas com cabeça fria.

 – Henry Kissinger. 

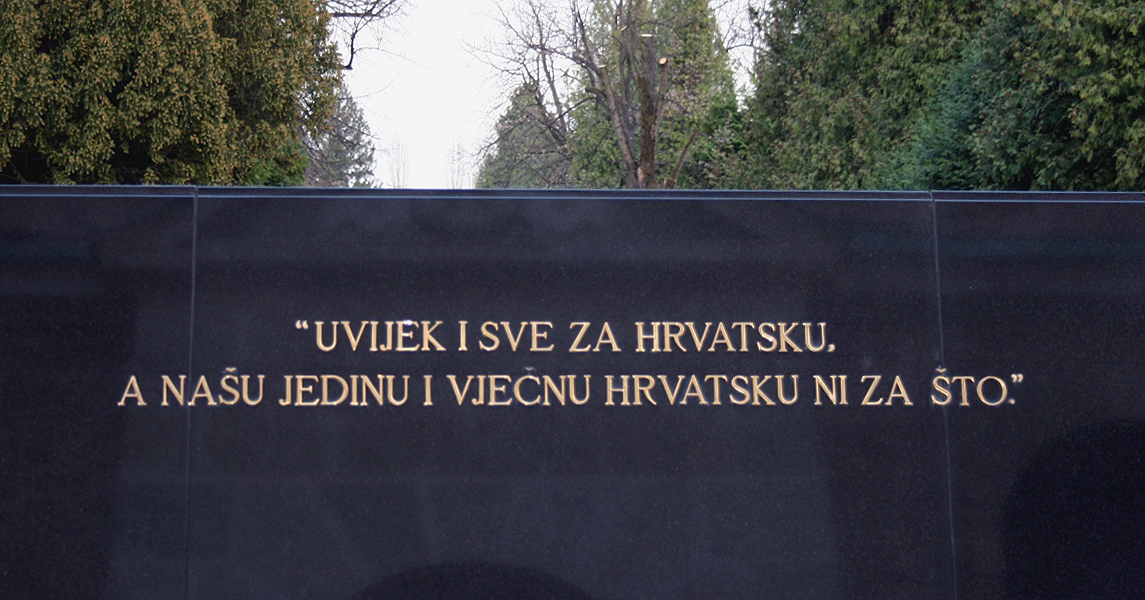
As palavras históricas de Tudjman estão gravadas em seu último local de descanso: “ Sempre e tudo pela Croácia, e nossa única e eterna Croácia por nada! ”

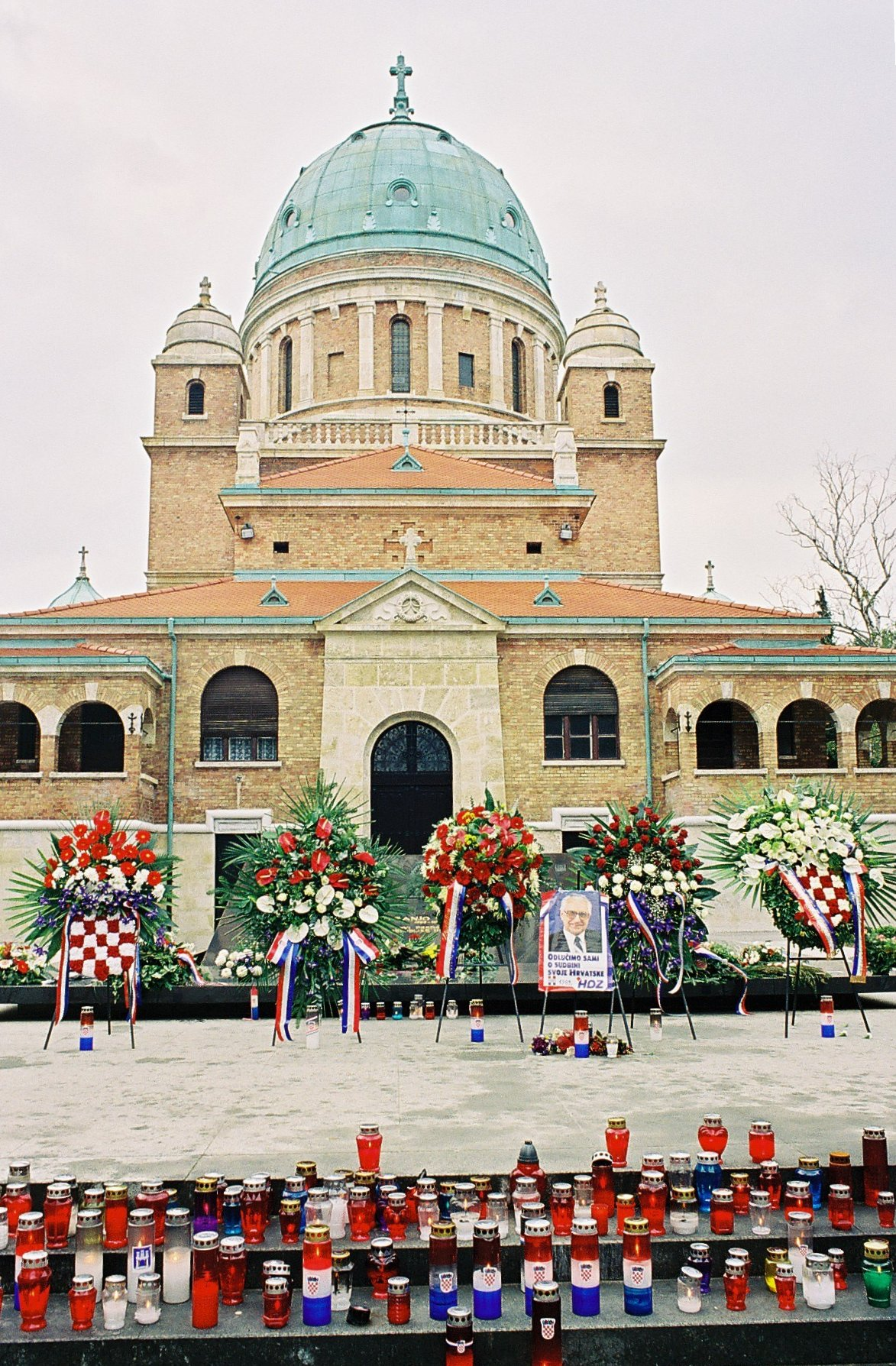
Túmulo de Tuđman no cemitério de Mirogoj

Tuđman é creditado pelos seus apoiantes por ter criado a base para uma Croácia independente e por ter ajudado o país a afastar-se do comunismo. Às vezes, ele recebe o título de "pai do país" por seu papel na conquista da independência do país. O seu legado ainda é forte em muitas partes da Croácia, bem como em partes da Bósnia e Herzegovina com maiorias croatas; há escolas, praças e ruas em algumas cidades com seu nome, e estátuas foram erguidas. Em dezembro de 2006, uma grande praça perto da Rua Ilica, no bairro Črnomerec de Zagreb, recebeu seu nome.  Em junho de 2015, Siniša Hajdaš Dončić, Ministro dos Assuntos Marítimos, Transportes e Infraestrutura, disse que o Aeroporto Internacional de Zagreb reconstruído e modernizado receberá o nome de Tuđman. 
O seu mandato como presidente foi criticado como autoritário por alguns observadores.    Goldstein vê as políticas pós-guerra de Tudjman de forma negativa, observando que "entre o nacionalismo saudável e o chauvinismo, ele escolheu o chauvinismo; entre a economia de livre mercado e o clientelismo, ele escolheu o último. Em vez do culto à liberdade, ele escolheu o culto ao estado. Entre a modernidade e a abertura ao mundo, escolheu o tradicionalismo; uma escolha fatal para um pequeno Estado como a Croácia, que precisa de se abrir em prol do desenvolvimento”. 

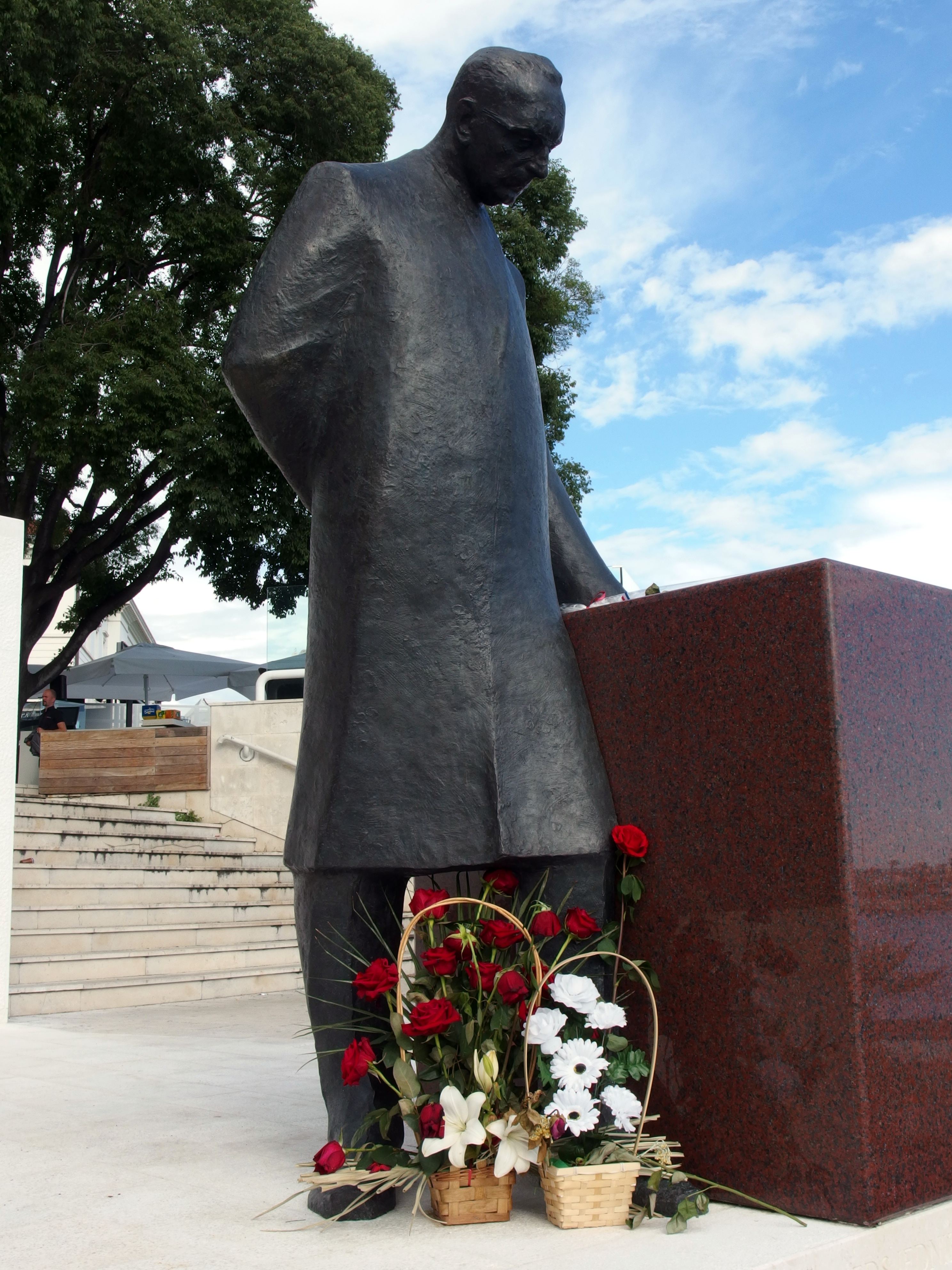
Estátua de Tuđman em Split

### Opinião pública
Os índices de aprovação de Tuđman permaneceram amplamente positivos durante sua presidência e foram geralmente avaliados como superiores aos do resto do governo. Aumentaram significativamente após a admissão da Croácia como membro das Nações Unidas em Maio de 1992, as operações militares bem sucedidas em Janeiro de 1993 e Agosto de 1995, e a reintegração pacífica da Eslavónia Oriental em Janeiro de 1998. As pesquisas mostraram uma queda no apoio no segundo semestre de 1993, ao longo de 1994 e em 1996. A partir do início de 1998, sua aprovação diminuiu gradualmente, antes de aumentar ligeiramente em novembro de 1999. 
Em uma pesquisa realizada pela HRT em dezembro de 2002, 69% dos eleitores expressaram uma opinião positiva sobre Tuđman. 
Em uma pesquisa de junho de 2011 da Večernji list, 62% dos eleitores deram mais crédito a Tuđman pela criação da Croácia independente.  Em dezembro de 2014, uma pesquisa da Ipsos Puls com 600 pessoas mostrou que 56% o veem como uma figura positiva, 27% disseram que ele tinha aspectos positivos e negativos, enquanto 14% o consideram uma figura negativa. 
Num inquérito da promocija Plus em julho de 2015, a propósito da mudança de nome do Aeroporto de Zagreb para Tuđman, uma maioria de 65,5% manifestou apoio à iniciativa, 25,8% opôs-se à ideia, enquanto 8,6% não opinaram sobre a mesma. 
| Data              | Evento                | Aprovação (%) |
| ----------------- | --------------------- | ------------- |
| Dezembro de 1991  |                       | 69            |
| Maio de 1992      | Croácia aceita na ONU | 77            |
| Julho de 1992     |                       | 71            |
| Janeiro de 1993   | Operação Maslenica    | 76            |
| Maio de 1993      |                       | 61            |
| Dezembro de 1994  |                       | 55            |
| Agosto de 1995    | Operação Tempestade   | 85            |
| Outubro de 1996   |                       | 60            |
| Julho de 1997     | Presidente reeleito   | 65            |
| Fevereiro de 1998 |                       | 50            |
| Outubro de 1998   |                       | 44            |
| Novembro de 1999  |                       | 45            |

## Família
- Esposa: Ankica Tuđman (1926–2022)
- Filhos: Miroslav Tuđman (1946–2021) [220] [221] e Stjepan Tuđman
- Filha: Nevenka Tuđman (nascida em 1951) [222]

## Honras e condecorações

### Croatas
Concedido pelo Parlamento Croata em 1995: 
| Prêmio ou condecoração | Prêmio ou condecoração                                 |
| ---------------------- | ------------------------------------------------------ |
|                        | Grande Ordem do Rei Tomislau                           |
|                        | Grande Ordem do Rei Pedro Cresimiro IV                 |
|                        | Ordem do Duque Domagoj                                 |
|                        | Ordem de Ante Starčević                                |
|                        | Ordem de Stjepan Radić                                 |
|                        | Ordem de Danica Hrvatska com o rosto de Ruđer Bošković |
|                        | Ordem do Trevo Croata                                  |
|                        | Medalha Memorial da Guerra da Pátria                   |
|                        | Medalha de Gratidão da Pátria                          |

#### Militares
| Prêmio ou condecoração | Prêmio ou condecoração                 |
| ---------------------- | -------------------------------------- |
|                        | Vrhovnik das Forças Armadas da Croácia |

### Estrangeiras
| Prêmio ou condecoração | Prêmio ou condecoração                                         | País      | Concedido por               | Date                   | Local             |
| ---------------------- | -------------------------------------------------------------- | --------- | --------------------------- | ---------------------- | ----------------- |
|                        | Cavaleiro da Grã-Cruz da Ordem do Mérito da República Italiana | Itália    | Francesco Cossiga           | 17 de janeiro de 1992  | Zagreb            |
|                        | Cavaleiro da Grã-Cruz da Ordem Militar da Itália               | Itália    | Francesco Cossiga           | 17 de janeiro de 1992  | Zagreb            |
|                        | Grã-Cruz da Ordem do Mérito do Chile                           | Chile     | Eduardo Frei Ruiz-Tagle     | 29 de novembro de 1994 | Santiago de Chile |
|                        | Colar da Ordem do Libertador San Martin                        | Argentina | Carlos Menem                | 1º de dezembro de 1994 | Buenos Aires      |
|                        | Medalha de Júkov                                               | Rússia    | Boris Iéltsin               | 4 de novembro de 1996  | Zagreb            |
|                        | Grã-Cruz da Ordem do Redentor                                  | Grécia    | Konstantinos Stephanopoulos | 23 de novembro de 1998 | Atenas            |
|                        | Ordem do Estado da República da Turquia                        | Turquia   | Süleyman Demirel            | 1999                   | Zagreb            |